# COUNT DOWN TV
『COUNT DOWN TV』（カウントダウン・ティーヴィー、略称：CDTV）は、1993年（平成5年）4月8日（7日深夜）からTBS系列で放送されているランキング形式の音楽番組である。2009年（平成21年）4月19日（18日深夜）以降はハイビジョン放送へ移行している。
2020年（令和2年）3月30日から毎週月曜日のゴールデン・プライム帯にて『CDTVライブ!ライブ!』（カウントダウン・ティーヴィー・ライブ・ライブ、略称：CDTVLL）が生放送されており、それに伴って同年4月12日（11日深夜）から番組終了まで、本番組は『CDTVサタデー』（カウントダウン・ティーヴィー・サタデー、略称：CDTVS）に改題、放送されていた。本項ではCDTVLLを筆頭とした派生番組についても扱う。

## 概要
1992年10月17日から土曜日20時枠で放送されていた『突然バラエティー速報!!COUNT DOWN100』が1993年3月27日で終了となり、本番組のメインとなる音楽ランキングを引き継ぐ形で、同年4月8日より木曜日 0:40 - 1:10（水曜日深夜）の30分間の深夜枠で放送を開始した。その後、同年10月10日より日曜日 0:55 - 1:25（土曜日深夜）に放送時間が移動、以降一貫して土曜深夜の放送となっていた。
ロゴのデザインは前番組から踏襲したものだったが、司会進行はタレントやアナウンサーではなく、CGによるオリジナルキャラクターが担当する。番組は週ごとの楽曲ランキングと企画特集、ゲストアーティストによる楽曲披露で構成されており、時代に応じて多少の変化はあるものの基本的な番組構成は開始以来変わっていない。
テーマ曲に起用された楽曲がヒットチャート上位になったり、CGキャラクターの進行が頻繁にパロディ化されるなど知名度は高く、2018年には放送開始25年を迎える長寿番組となった。本番組の人気上昇により、民放各局は深夜帯に若者向け音楽番組を編成するようになった。

### 深夜版の歴史・変遷
1994年4月より全国ネットでの放送となったが、自社制作番組や他系列番組を放送している関係から別時間に放送するTBS系列局もあった（「ゲストライブ100連発」の3時間SPの回のみ臨時非ネットとする局もあった）。かつてはTBS系列局のない県でも日本テレビ系列の秋田放送、福井放送、四国放送を通じて数日遅れながらネットされていた。
1996年10月6日から放送枠を10分拡大して1:35までの放送となり、50位からのランキング発表となった（2009年3月まで）。1999年4月4日からはさらに5分拡大して1:40までの放送となり、番組の新コーナーとして『CDTVライブラリー』がスタート。
2007年12月23日放送において「CDTVライブラリー」のコーナーで1995年12月最終週のシングルランキングを紹介すべきところを、誤って1995年総合ランキング（年間ランキング）を紹介してしまい、番組公式サイトでお詫び文を発表した。
2009年4月の改編で放送時間が3分遅くなり（4月5日 - ）、4月19日よりハイビジョン化された。内容も一部リニューアルされ、番組のメインであった「シングルランキング」は大幅に縮小（40位〈後に30位〉からに縮小され、30位 - 4位を一気に発表するようになり、他のコーナーとほぼ同等の扱いになった）、同年10月頃からは過去の曲を紹介する時間が長くなるなどのテコ入れが見受けられている。
2010年7月11日よりアナログ放送で16:9のレターボックスで表示されるようになったのを機に、2009年4月のリニューアル後も4:3で残っていたランキング画面も16:9の映像がフルサイズで表示されるようになり、番組全体のハイビジョン対応が完了した。なお、4:3の映像を流す際には画面の上下をカットするようになった。
2013年4月の改編で『大久保じゃあナイト』の放送開始により当番組の放送時間が30分繰り下がり、日曜日 1:28 - 2:13（土曜日深夜）となる。初の1時台の放送なるが、青森テレビ（ATV）のネット離脱により、一時的にTBS系列全局でのネット番組ではなくなる（同年10月に時差ネットで再開）。
2014年4月改編で『大久保じゃあナイト』の放送終了に伴い当番組の放送時間を戻した上で10分拡大し、日曜日 0:58 - 1:53（土曜日深夜）となり、放送開始時間が再び1時前に戻った。
2016年6月1日、『水曜日のダウンタウン』の「歌詞に出てくる年齢0歳から100歳まで全部揃う」説にレギュラー3名が登場。
2017年4月9日から放送時間を15分拡大（毎日放送に限り、後述の通り55分再編集版を遅れネット。）し、日曜日 0:58 - 2:08（土曜日深夜）となる。新コーナー「ARTIST FILE」がスタートされ、メインの「シングルランキング」から「CDTVオリジナルランキング」に改称された。これも好評だったことから、同年7月9日から40位からの発表になった（2020年3月29日まで）。これまで遅れネットだったCBCテレビは同時ネットに移行したが、毎日放送は再編集版での遅れネットに移行し、放送時間を拡大しないまま放送されていたが、同年7月2日（1日深夜）から同時ネットに復帰し、ようやくTBS系列全局での同時ネットに完全移行した。
2020年3月30日より、毎週月曜日のプライムタイムで『CDTVライブ!ライブ!』が生放送されている（後述）。この公表前、一部媒体にて従来の「CDTV」を月曜日に枠移動させる旨の報道もあったが、結果的には『-ライブ!ライブ!』のスタートに伴う形で2020年4月12日未明（11日深夜）より『CDTVサタデー』に改題・リニューアルして継続することとなった。アビー君らCGキャラは『サタデー』の進行役として残ることになり、「ARTIST FILE」や「ゲストライブ」などランキングに関係ない企画は全て『-ライブ!ライブ!』に機能を移す形で廃止し、『サタデー』では当初ランキングとスペシャル企画のみとしていたが、8月からゲストライブを復活させている（こちらは『-ライブ!ライブ!』で披露しなかったアーティストが出演）。放送時間が24年ぶりに30分となる一方、ランキングは「オリジナルランキング」のみの発表だけとなり、30位からの発表に再縮小された。キャラクターの背景CGや番組ロゴは『-ライブ!ライブ!』と統一されており、連動企画も実施される。4月5日は『「CDTVライブ!ライブ!」ナビ』が0:58 - 2:05に放送された。
2021年3月21日をもって『サタデー』は終了。1993年から続いた深夜の放送は、28年の歴史に幕を閉じることになった。なお、『サタデー』で放送されていたランキング企画は『ライブ!ライブ!』内で放送されている。

### CDTVライブ!ライブ!
『CDTVライブ!ライブ!』は2020年3月30日より、毎週月曜日に生放送されているCDTVの姉妹番組。開始当初は月曜22時台での放送（初回は19時から4時間SP）。TBS系のプライムタイム（19時-23時）でレギュラー編成される音楽番組は『火曜曲!』終了以来7年ぶり、CDTVの姉妹番組としては2002年から2004年まで放送されていた「U-CDTV」以来16年ぶりとなる。
当番組は「赤坂にある架空のライブハウスから全編生中継」という設定で、同局のアナウンサーである江藤愛が、『CDTVライブ!ライブ!スタッフ・えとちゃん』としてパーソナリティーを務めている。「アナウンサーの江藤愛」と「ライブ!ライブ!スタッフのえとちゃん」は別人という設定。また、それまで放送されていた「クリスマス音楽祭」「年越しプレミアライブ」などの関連特番は「ライブ!ライブ!」開始を機に同番組へ統合・発展解消された。
『ライブ!ライブ!』は「楽曲をフルコーラスで聴かせる」事が基本趣旨であるため、他局の音楽番組のように司会者らと長めのトークしたり、企画を行うことは原則としてない。ただし、コロナ禍明け以降はランキング企画などがやや増加している。また、アーティストはオープニングや年越しスペシャルの年跨ぎ部分以外ではスタジオに待機せず、出番が終わると直ちに退出となる場合が多い。このため、えとちゃんも進行やアーティストとの短いトークは行うものの、視聴者に向けてのオープニングの開始とエンディングの締めの挨拶は行っていないことが多く、下野紘のナレーションで締めている。
2020年4月13日にレギュラー放送初回、通常編成としても最初の回を迎えたが、新型コロナウイルス感染拡大防止の観点から生放送を取りやめ、同日放送分から同年5月25日放送分までは、過去に放送したCDTVへのリクエストとアーティストがそれぞれの場所から披露する「おうちライブ!」の構成で放送された。2020年4月27日は過去に放送したCDTVへのリクエストと「おうちライブ!」で構成した4時間スペシャルを19:00 - 22:57に放送。2020年6月15日より、無観客で生放送が再開された。以降、当面の間はスタジオを特別仕様にして、スタッフを大幅に減らした最小人数で行っていた。そのため番組のスタート前から「番組サポーター」と銘打ってテレビ局とは無関係の一般視聴者の中から選出する番組の応援団（観覧客）の募集をしていたが、同理由で中止となり、当番組は当初から無観客での放送を続けている。
『-ライブ!ライブ!』では2020年8月24日以降、前枠の番組（『クイズ!THE違和感』など）の21:45過ぎに10秒間のジャンクションを設置し、ゲストやえとちゃんが出演して当日の放送内容を生放送で紹介している。
2021年4月より、『ライブ!ライブ!』の放送時間を1時間繰り上げ、月曜21時枠に変更。前身番組の「突然バラエティー速報!!COUNT DOWN100」以来、29年ぶりに一般的なゴールデンタイムに復帰した。21時台に移動してからは拡大スペシャルを行う傾向があり、1ヶ月に1〜2度のペースで放送されており、毎回2～4時間スペシャルが放送されている。そのため1時間の通常編成は2022年8月1日を最後に放送されていない。
2021年10月1日より、朝の情報番組である『THE TIME,』のスタートにより、これまで番組の中で発表していた週間オリジナルランキングが、『THE TIME,』へ移行された。ただし、『ライブ!ライブ!』でも不定期に発表しているため完全な廃止ではない。なお、えとちゃんは同番組にも木曜日には進行役アナウンサーとして、金曜日には番組の総合司会として出演している。また、本番組総合演出の竹永典弘は、同番組でも総合演出を担当している。また、不定期で『ライブ!ライブ!』のスタジオから中継する形でコラボ企画を行っている。
2022年10月より、関東ローカル枠時代に不適切演出で打ち切っていた『クレイジージャーニー』を月曜21時の枠にて、再開する編成を組むため、当番組は同年10月3日から放送時間を更に1時間繰り上げ月曜20時枠に変更。ただし、枠移動後は19時台の『アイ・アム・冒険少年』と隔週2-4時間SPが毎回交代で放送されている。この時間帯に移ってからの1時間（20:00 - 20:57）の通常放送は2024年3月18日まで一度もなかった。
2023年10月9日、『CDTVライブ!ライブ!』の放送100回を迎えた。
2024年4月1日より、前座番組の『冒険少年』の終了に伴い、レギュラー放送枠を正式に19時台から20時台までの2時間番組に拡大した。日本国内の民放テレビにおける2時間のレギュラー音楽番組としては、フジテレビ系における1985年～1989年の『夜のヒットスタジオDELUXE』以来34年半ぶりで、TBS系にとっては初の試みとなった。これで当番組はTBS月曜日のプライムタイムに当たる19時〜22時全ての放送枠でレギュラー編成を経験する事となった。

## 主なコーナー

### CDTVオリジナルランキング
シングルランキング（1993年4月8日 - 2017年4月2日）→CDTVオリジナルランキング（2017年4月9日 - ）として放送。
- 40→31位（2017年7月9日-2020年3月29日）
- 30→21位
- 20→11位
- 10→4位
- 3位→2位→1位

の順に発表される。

### 出張ライブ!ライブ!
全国各地からの生中継で、アーティストが全国の絶景やゆかりのある場所から歌唱する。

### 出張music power.
アーティストが全国各地へ行き、番組で募集した「パワーソング」の中から一曲を披露する。

### 名曲ライブ!ライブ!
日本を代表するアーティストが、日本を代表する名曲をカバーする企画。

### 踊ってみた
プロのアーティストが人気曲を本気で踊ってみる企画。

### フェス企画
『CDTVライブ!ライブ!』から不定期に放送されている、1組のアーティストが自身で作り上げたセットリストで30〜90分程度のライブを行う企画。
| 回 | 放送日   | 出演者           | セットリスト | 出典   |
| -- | -------- | ---------------- | --- | ------ |
| #1 | 8月10日  | Official髭男dism | 1. HELLO 2. パラボラ 3. 115万キロのフィルム 4. FIRE GROUND 5. Laughter 6. Stand By You 7. Pretender 8. I LOVE... | [ 16 ] |
| #2 | 11月30日 | 福山雅治         | 1. HELLO 2. 桜坂 3. IT'S ONLY LOVE 4. 最愛 5. 虹 6. Squall 7. vs.～知覚と快楽の螺旋～ 8. 革命 9. 心音 10. 道標   |        |

| 回 | 放送日   | 出演者              | セットリスト | 出典   |
| -- | -------- | ------------------- | --- | ------ |
| #3 | 2月8日   | SEKAI NO OWARI      | 1. スターライトパレード 2. 眠り姫 3. 炎と森のカーニバル 4. Death Disco 5. サザンカ 6. silent |        |
| #4 | 8月30日  | FUNKY MONKEY BΛBY'S | 1. 希望の唄 2. 告白 3. メロディーライン 4. あとひとつ 5. 大切 6. エール 7. ちっぽけな勇気 8. 悲しみなんて笑い飛ばせ                                                                                                 | [ 17 ] |
| #5 | 10月4日  | back number         | 1. 青い春 2. ハッピーエンド 3. 怪盗 4. クリスマスソング 5. わたがし 6. 手紙 7. 大不正解 8. ヒロイン 9. 黄色 10. MOTTO 11. 世田谷ラブストーリー 12. 花束 13. HAPPY BIRTHDAY 14. 水平線 15. SISTER 16. 高嶺の花子さん | [ 18 ] |
| #6 | 12月20日 | Uru                 | 1. Silent Night 2. プロローグ 3. Love Song 4. 別の人の彼女になったよ 5. 雪のクリスマス 6. 夜空ノムコウ 7. ファーストラヴ 8. 振り子 9. あなたがいることで                                                            | [ 19 ] |

| 回 | 放送日   | 出演者     | セットリスト | 出典   |
| -- | -------- | ---------- | --- | ------ |
| #7 | 6月20日  | ゆず       | 1. 虹 2. サヨナラバス 3. 君を想う 4. タッタ 5. 夏色 6. 栄光の架橋                                                                                |        |
| #8 | 8月29日  | あいみょん | 1. 初恋が泣いている 2. 3636 3. ハート 4. スーパーガール 5. 君はロックを聴かない                                                                  |        |
| #9 | 11月28日 | KinKi Kids | 1. 硝子の少年 2. 愛されるより 愛したい 3. 全部だきしめて 4. ボクの背中には羽根がある 5. Anniversary 6. 愛のかたまり 7. 銀色 暗号 8. Amazing Love | [ 20 ] |

| 回  | 放送日  | 出演者           | セットリスト | 出典          |
| --- | ------- | ---------------- | --- | ------------- |
| #10 | 7月10日 | Mrs. GREEN APPLE | 1. インフェルノ 2. Magic 3. 青と夏 4. Soranji 5. 私は最強 6. ダンスホール 7. ケセラセラ 8. Feeling                                       | [ 21 ] [ 22 ] |
| #11 | 12月4日 | King Gnu         | 1. MIRROR 2. CHAMELEON 3. DARE?? 4. SPECIALZ 5. 一途 6. BOY 7. It’s a small world 8. 泡 9. 逆夢 10. 硝子窓 11. W●RKAHOLIC 12. ):阿修羅:( | [ 23 ]        |

| 回  | 放送日  | 出演者             | セットリスト | 出典   |
| --- | ------- | ------------------ | --- | ------ |
| #12 | 8月19日 | ポルノグラフィティ | 1. アポロ 2. メリッサ 3. ミュージック・アワー 4. アビが鳴く 5. サウダージ 6. アゲハ蝶 7. ハネウマライダー 8. 解放区 | [ 24 ] |
| #13 | 9月2日  | BUMP OF CHICKEN    | 1. なないろ 2. ray 3. SOUVENIR 4. Sleep Walking Orchestra 5. クロノスタシス 6. 天体観測 7. アカシア                 | [ 25 ] |

| 回  | 放送日  | 出演者   | セットリスト | 出典   |
| --- | ------- | -------- | --- | ------ |
| #14 | 1月20日 | SixTONES | 1. こっから 2. Imitation Rain 3. マスカラ 4. DRAMA 5. WHIP THAT 6. Good Luck! 7. ここに帰ってきて 8. Underline 9. GONG 10. 恋のバタリアン 11. 音色                          | [ 26 ] |
| #15 | 4月7日  | Ado      | 1. 逆光 2. 阿修羅ちゃん 3. ルル 4. ギラギラ 5. エルフ 6. うっせぇわ 7. Episode X                                                                                            | [ 27 ] |
| 16  | 6月2日  | Vaundy   | 1. 裸の勇者 2. 灯火 3. 常熱 4. 踊り子 5. 僕にはどうしてわかるんだろう 6. タイムパラドックス 7. しわあわせ 8. 走れSAKAMOTO 9. ホムンクルス 10. CHAINSAW BLOOD 11. 怪獣の花唄 | [ 28 ] |

- 2022年2月7日の布袋寅泰、2022年11月28日のRADWIMPS[29]、2025年3月17日のCreepy Nutsはフェス企画とほぼ同等の曲数でライブを行ったが、「フェス企画」からは番外として扱われている。
- 上記とは別に、「90年代J-POPフェス」が不定期で放送されているほか、2024年2月26日に「ドラマ・映画主題歌フェス」、2024年4月22日に「億超えソングフェス」が放送された。

### プラチナ ライブ!ライブ!
5周年記念企画第1弾。チケット入手困難なアーティストが「プラチナライブ」をテレビで披露する。
| 回 | 放送日  | 出演者   | セットリスト | 備考                                                                                 | 出典   |
| -- | ------- | -------- | --- | ------------------------------------------------------------------------------------ | ------ |
| #1 | 4月28日 | King Gnu | 1. ):阿修羅:( 2. SPECIALZ 3. 一途 4. Teenager Forever 5. TWILIGHT!!! 6. 白日 7. Prayer X 8. Tokyo Rendez-Vous 9. Flash!!! 10. SUNNY SIDE UP 11. 雨燦々 12. 飛行艇 | 国立代々木競技場第二体育館に特設セットを建てて収録。 収録にはファン800人が参加した。 | [ 31 ] |

### マンスリーライブ!ライブ!
5周年記念企画第2弾。特定のアーティストが1ヶ月連続出演しライブを披露する。
| 回 | 放送日  | 出演者 | 楽曲                                                          | 出典   |
| -- | ------- | ------ | ------------------------------------------------------------- | ------ |
| #1 | 5月5日  | Vaundy | 1. 恋風邪にのせて 2. Tokimeki 3. 僕にはどうしてわかるんだろう | [ 33 ] |
| #1 | 5月12日 | Vaundy | 1. 東京フラッシュ 2. napori                                   | [ 34 ] |
| #1 | 5月19日 | Vaundy | 1. 花占い 2. 風神                                             | [ 35 ] |
| #1 | 5月26日 | Vaundy | 1. 不可幸力 2. そんなbitterな話                               | [ 36 ] |
| #1 | 6月2日  | Vaundy | →「 § フェス企画 」を参照                                     |        |

### 過去に放送されていたコーナー
- 月間着うたダウンロードTOP20（チャート週刊化に伴い終了）
- 月間アルバムTOP10（チャート週刊化に伴い終了）
- 月間シングル&カップリングTOP10 - DVD EXPRESSなどと並行してどのメディアよりいち早く映像を公開する「初出し」を行っている。
- TOP100全曲紹介[注 12]
- 月間MUSIC VIDEO TOP10→月間MUSIC VIDEO&DVD TOP10→月間DVD TOP10
- 先週のTOP10
- 月間MVA[37]→CDTV AWARD[注 13]（受賞したアーティストのシングルコレクションを紹介）→○月の月間賞（2009年10月、11月以降は発表されていない。○の中には何月かを表す数字が入る。シングル・アルバム・着うた・DVDの4部門の月間1位作品を紹介）
- Brandnew Artist（新人アーティストを紹介するコーナー、1996年頃まで） 宇佐元恭一、斉藤和義、ゴスペラーズ、hitomiなどが紹介された。
- カラオケランキング（上位10曲）、月間カラオケTOP10（週間・月間のランキングは紹介しなくなり、上半期と年間のランキングのみ。）
- 着うたランキング（上位10曲。20曲の場合もある）→レコチョクダウンロードランキングTOP10（2014年 -2019年9月）
  - 着うた EXPRESS→レコチョクレコメンド（来週配信される注目曲を紹介）[注 14]

以下は2020年のリニューアル時に終了。
- ARTIST FILE（2017年4月2日 - 2020年3月、1組のアーティストを特集するコーナー）
- アーティストのお墨付き（2017年8月 - 2020年3月、1組のアーティストのお気に入りのものを紹介する。）
- 今週の星占い（エンディングテーマと共にテロップで画面上に表示、画面下にはエンドロールが右から左に流れる。なお、タイトルは「来週の恋愛運」である。）
- エンド5秒（その日出演したアーティストの一人がゲストライブの楽屋から登場し、芸を披露したり曲に関したメッセージを5秒間で言う。この間、画面上には『CDTV END』と表示される。）

#### 月1 - 2回
- CDTVヒストリー（同じ月の歴代シングル1位、歴代アルバム1位など）
- ALBUMライブラリー（過去の同じ月の月間アルバムTOP10）
- CDTV今月のイチオシアーティスト（ゲストライブの派生版。若手アーティスト一組が楽屋インタビューとゲストライブ1曲を行う）

以下は『CDTVサタデー』の放送終了と同時に終了。
- 週間ランキングまとめ
  - アルバムランキング（上位10枚、2009年4月から洋楽アルバムもランクインしている。オリコン調べ、2020年4月以降は上位5枚の週あり）
  - DVDランキング（上位10作品）→DVD&Blu-rayランキング（2015年頃 -、オリコン調べ。2020年4月以降は上位5作品の週あり）
- 新曲EXPRESS（主に月の第1週だったが、近年では月末の週に「翌月の先取り」として組まれる）
- ALBUM EXPRESS（今月発売の注目作品を紹介）
- DVD EXPRESS→DVD&Blu-ray EXPRESS （今月発売される作品を紹介）
- CDTV PICK UP （2019年10月13日 - 、毎週様々なニュースが飛び交う音楽界から番組独自の視点で選んだ話題を取り上げて紹介する）

#### 不定期
- CDTVライブラリー特別編（○月のゲストライブコレクション、歴代○月のニュース&音楽など）
- PICK UP RANKING（2017年6月4日 -、40位圏外（41位→100位）にランクインした気になる楽曲をランキング画面で紹介する。「アーティストのお墨付き」のコーナーが開始したため、2017年8月より不定期放送）
- LIVE INFORMATION（コンサートやライブなどのイベントを紹介する。）
- ALBUM INFORMATION
- 視聴者リクエスト（ハガキ）→HMVリクエスト→タワーレコードリクエスト→CDTVアンケート（インターネットと携帯電話）（主に月の第3週）
  - ブレイクすると思うアーティスト
  - 恋人にしたいアーティスト（男性・女性）
  - 結婚式に聞きたい曲
  - 近日中にゲストライブに出る予定のアーティストの好きな曲
  - 夏の歌といえば（90年代と2000年以降に分けて紹介される場合あり）
  - クリスマスに聞きたい曲 など
- 企画もの
  - PVに出ている有名人特集
  - びしょ濡れPV特集
  - 様々なアーティストによるメドレー（「ハナミズキ」一青窈、「真夏の果実」サザンオールスターズ、「糸」中島みゆき、「卒業写真」）など
- バンド列伝
- TBSドラマ主題歌特集（年4回）
- 映画主題歌特集
- CDTVニュース（音楽に関する情報を紹介する）
- CDTV INFORMATION（特番の紹介、リクエスト、アンケートテーマのお知らせなど）
- ゲストライブ

毎週1 - 3組のアーティストが登場。演奏前には楽屋から本人のコメントと曲紹介が放送される。終了時にはディレクターの名前がローマ字でテロップ表記される。AKB48などの48グループが出演される際は前半に放送される事が多い。なお、「ALBUM RECOMEND」としてアーティストのアルバムの収録曲を楽屋コメントでの本人解説を交えながら紹介し、その後に収録曲から一曲を披露する変則的な形態もある。
- CDTVライブラリー→CDTVライブライブラリー

過去の週間ランキングのシングルTOP10や、アルバム・カラオケのTOP10が発表されていた。『CDTVライブ!ライブ!』では、過去の月間ランキングのTOP10が放送された。

## ランキング

### 2017年4月2日放送分まで
1998年当時の週間シングルランキングの集計方法は、オリコンのシングルCDランキングにHMV等のCD売上と有線放送のリクエストデータを加味したもの、あるいはオリコンのチャートと有線放送とレコード協会の資料を基本に、番組スタッフがコンピュータで独自の偏差値を出して作成したものである。
シングル化されていない楽曲やCD発売前の楽曲、配信限定シングル、カップリング曲などがランクインすることもあった。オリコンではアルバム扱いの作品がシングルとしてランクインすることもあった。また、8cmシングルと12cmマキシシングルの2種類でリリースしていた場合は合算して集計していた（オリコンでは2001年4月まで別々に集計していた）。
洋楽は（オリコンのシングルランキングにランクインしていても）基本的にランキングに入らなかった。但し、例外として以下の洋楽アーティストや、邦楽アーティストとの共演作品がランクインしたことがあった。
- ウォーレンウィービー[61]
- スパイス・ガールズ[62]
- トラブル[注 24][63]
- ヴァンゲリス[64]
- スコット・マーフィー[65]
- セシルコルベル[66]

邦楽アーティストとの共演
- 中西圭三 Duet with Wendy Moten[67]
- 山下達郎 & メリサ・マンチェスター[68]
- 久保田利伸 with ナオミ・キャンベル[69]
- 松田聖子 with ロビー・ネヴィル[70]
- Toshi Kubota duet with Caron Wheeler[71]
- 織田裕二 with マキシ・プリースト[72]
- 反町隆史 with Richie Sambora[73]
- MICK GREEN with TMGE[74]
- BRATZ featuring BoA and Howie D.（英語版） (Backstreet Boys)[75]
- 坂本龍一+デヴィッド・シルヴィアン[76]
- Yuji Oda with Butch Walker[77]
- BRIAN SETZER vs HOTEI[78]
- TERIYAKI BOYZ feat. KANYE WEST[79]
- 伊藤由奈×セリーヌ・ディオン[80]
- haru×daniel powter[81]
- the pillows & Ben Kweller（英語版）[82]
- ももいろクローバーZ vs KISS[83]
- 三代目 J Soul Brothers from EXILE TRIBE feat. SLASH[84]
- 超特急 feat. マーティー・フリードマン[85]
- 5lack×Aaron Choulai[86]

但し、アルバム・DVDランキングはオリコンのランキングをそのまま準用していた。着うたランキングは、レコチョク社発表のものをそのまま使用していた。一方、年間着うたランキングとして発表されたものは、レコチョクの「着うたフル」「着うたフルプラス」合算年間ランキングと同一であり、「着うた」と銘打ってはいるが実際にはフル配信のランキングであった。

### 2017年4月9日放送分から
従来の「週間シングルランキング」が「CDTVオリジナルランキング」へと改称され、同時に算出方法が大幅に変更され、それまでの「シングルCD」主体のランキングから「曲」主体のランキングにリニューアルされた。更に番組で扱うランキングソースも、それまでのオリコンをベースとしたものから、ビルボードジャパンによる複合シングルチャートBillboard Japan Hot 100をベースとした構成に変更された。この変更により、これまでランキングから除外されてきたシングル・カットされていない楽曲（アルバム収録曲やシングルのカップリング曲）についてもチャートイン資格を得られるようになった。また、それまで一部の例外を除きランキングから外されていた洋楽についてもチャートインするようになった。更にビルボードベースとなったことにより、新ランキングは複数のデータを組み合わせた総合ランキングにリニューアルされた。番組内ではランキングの構成内訳について「シングルCDセールス・音楽配信サイトダウンロード数・動画サイト再生回数・SNSのメンション数などのデータをもとに作成」と紹介されている。傾向としてはBillboard Japan Hot 100に近い順位になっているが、CD売上の比重が高く、逆にダウンロード売上の比重が低くなっている。。またこの週より、エンドクレジットの番組協力にもBillboard Japanが加わった。
その他、週間アルバムランキング、週間DVD&Blu-rayランキング（共にオリコン調べ）は引き続き発表されていたが、レコチョクダウンロードランキングはレコチョクが2019年9月いっぱいで番組スポンサーから降りたため終了している。

### 2021年3月21日放送（CDTVサタデー最終回）以降
集計方法は「CDTVオリジナルランキング」のまま継続され、「CDTVライブ!ライブ!」の公式サイトにて、「CDTVサタデー」と同様に毎週土曜日付けで従来の放送終了時間である月曜22:00前後にTOP100が発表されている。ただし、「CDTVライブ!ライブ!」は、毎週放送されず、不定期放送のため放送されないランキングもある。「CDTVサタデー」最終回後の最初の週間ランキングの放送は、2021年4月19日で、TOP20のみとなった。続く5月3日は週間ランキングは放送されず月間ランキングTOP30が放送された。なお過去のランキングも1年分バックナンバーとして掲載されている。
また、2021年10月にスタートした「THE TIME,」の月曜日にCDTVオリジナルランキングが発表されるようになった（当初は先週分だったが、現在は本放送に先立ち当週のランキングが発表されている）。「THE TIME,」でCDTVオリジナルランキングの発表がされるようになってからも、「CDTVライブ!ライブ!」で週間ランキング又は月間ランキングを放送することがある。

### 記録
COUNT DOWN TVとしての第1回放送の「週間シングルランキング」のトップ10は以下の通りだった。
| #    | 曲名                                        | 歌手名       |
| ---- | ------------------------------------------- | ------------ |
| 1位  | 愛のままにわがままに 僕は君だけを傷つけない | B'z          |
| 2位  | YAH YAH YAH                                 | CHAGE & ASKA |
| 3位  | ロード                                      | THE 虎舞竜   |
| 4位  | 時の扉                                      | WANDS        |
| 5位  | このまま君だけを奪い去りたい                | DEEN         |
| 6位  | 胸さわぎのAfter School                      | LINDBERG     |
| 7位  | すれ違いの純情                              | T-BOLAN      |
| 8位  | 負けないで                                  | ZARD         |
| 9位  | ぼくたちの失敗                              | 森田童子     |
| 10位 | チョット                                    | 大黒摩季     |

1位獲得週
- 17週（14週+2週+1週）「アイドル」YOASOBI（2023年〜2024年） [91]
- 14週（2週+6週+3週+3週）「Bling-Bang-Bang-Born」Creepy Nuts（2024年）[92]
- 8週（1週+2週+3週+1週+1週）「ライラック」Mrs. GREEN APPLE（2024年〜2025年）[93]
- 7週連続 「WOW WAR TONIGHT〜時には起こせよムーヴメント」H Jungle With t（1995年）[94]
- 6週連続 「残響散歌」Aimer（2022年）[95]
- 6週（3週+1週+2週）「世界に一つだけの花（シングルヴァージョン）」SMAP（2003年〜2004年）[96]
- 6週（2週+2週+2週）「炎」LiSA（2020年〜2021年）[97]

1位獲得回数（2023年4月3日現在）
- 56回 KinKi Kids[98]
- 49回 浜崎あゆみ（女性ソロ歌手最多）[99]

TOP10ランクイン週（2023年3月20日現在）
1. 81週 「ドライフラワー」優里
2. 79週 「Lemon」米津玄師
3. 69週 「夜に駆ける」YOASOBI
4. 65週 「Pretender」Official髭男dism
5. 59週 「Dynamite」BTS

### ランキング画面の見方
- 各表示の画面上での位置

左上…順位と変動のアニメーション
左下…曲名（長い場合2行または一部省略して表示、両A面の場合使っている映像の曲名が少し大きく表示され、他の曲名は小さく表示される時もある）・歌手名と変動の矢印
右下…CDTVのロゴ
右上…2009年10月頃から週間シングルランキング（緑色）の表示が付いた。2017年4月9日より、表示がCDTVオリジナルランキングに変更された。
曲名表示（一部の作品で、タイトルと違う場合または両A面の場合）
収録されているビデオ・DVDの作品名表示
著作に関する表示（アニメ曲、特撮ヒーローの曲、ゲーム曲などで使われる）
提供の表示（映像提供、写真提供）
映画の作品名表示（映画「○○」より、映画「○○」）
上部中央…歌手・楽曲の説明（その歌手として初めてランクインした時などに表示）
（丸マークの中に白文字で順位の数字を表示、矢印マークの横は曲名と歌手名を表示）

TOP3はPVのある（静止画でない）曲は放送時間が少し長いため、かつては右下のCDTVロゴ以外の文字が数秒後に消えていた。
| ランクアップ | ランクキープ | ランクダウン | 初登場 （TOP30） | 月イチTOP100 （31 - 100位） |
| ------------ | ------------ | ------------ | ---------------- | --------------------------- |
| ● ↑          | ● ←          | ● ↓          | ◎ ↑              | ★                           |

- 初登場は◎マークの外側に線が付いていて太陽のようになっている。
- 丸マークは右回転風に動く。矢印は固定。
- 月イチTOP100の時は、変動マークなしで上記マークと順位の表示。
- 順位の数字のサイズが何度か変更されている。
- ランキングのフォーマットは前身番組『カウントダウン100』から使われてきたものである（但し、1993年のCDTV開始当初は違うデザインを使用していた）。

### シングルの両A面の表記
1996年1月、TRF『Happening Here/teens』が9位に2週ランクインした時に初めて表記された。それ以前は、VTRで使用されている曲のみの表記であった（例：CHAGE and ASKA「YAH YAH YAH/夢の番人」→「YAH YAH YAH」、DREAMS COME TRUE「LOVE LOVE LOVE/嵐が来る」→「LOVE LOVE LOVE」）。
1997年頃から、シングルの両A面の表記がどのシングルにおいても2曲目以降も表記になった。

## 主な扱い
ランキングVTRは主にPVか前週までにゲストライブに出演している場合はその映像が使われているが、『うたばん』放送期間中はSMAP以外のジャニーズ事務所所属アーティストと一部のアーティストに関しては同番組での曲披露映像が流用されていた（現在、アーカイブ映像として使う際も同様）。また、同じ歌手の別の曲のゲストライブ映像と合成している場合もある。PVもゲストライブ映像もない歌手の場合はジャケット写真のみの静止画となったり、アニメ・ゲーム主題歌の場合はアニメ・ゲームの映像・画像が使われる事がある。なお、こうした映像の使われ方はかつての『ザ・ベストテン』における11位以下のランキング紹介と同様である（ナレーションがなくなっただけ）。
深夜という時間帯では視聴層が若い傾向が強いことから演歌やアニメソング（有名アーティスト起用のものを除く）はランキング上位にランクインされても紹介時間が短くなる傾向があった。特に演歌だと「あ〜」というこぶしだけで終了する場合がある。だが、アニメソングに関しては2006年に入った辺りから紹介時間が他のアーティストと変わらないぐらい長くなった。なお、1997年5月18日（「VOICE ACTRESS SINGER特集」）と2010年2月7日（「声優ヒットソングコレクション」）、2017年10月28日（CDTVアンケート「好きな声優アーティスト」）放送回の4回においてはアニメソングと縁深い「声優」をフィーチャーした特集企画が組まれた。
『ライブ!ライブ!』では、ゲストアーティストによる楽曲披露が、地上波の音楽番組としては珍しいフルサイズでの歌唱となっている。
2022年4月11日よりTBS系リアルタイム配信が開始したが、『ライブ!ライブ!』はリアルタイム配信は実施していない。代わりに一部アーティストのライブパートは、Paravi・TBS FREEにて期間限定で見逃し配信を実施している。配信される動画には、メイキングシーンや次回予告シーンが加わることがある。2022年11月現在は音楽番組としては初めてとなるTVerでの見逃し配信も行っている。

## 出演者

### COUNT DOWN TV → CDTVサタデー
石川・根本・菊池・高田以外は全員TBSアナウンサー

#### 声の出演
司会進行は3人のCGキャラクターが務める。
- アビー君：石川寛美（2004年1月11日 - 3月28日は根本圭子が担当）

円形の顔立ちに野球帽を被っているのが特徴の野球を目指している少年。「カウントダウン!」時の表情は当初劇画調の強面だったが、2000年2月から2021年3月までは3パターンの表情に変更され、2021年4月以降は怒りの表情に変更されている。ちなみに、1994年7月から1998年9月までは「カウントダウン!」時に指をさしている左手が振動していた。なお、『うたばん』ではお地蔵さんに替えられていた事もあった。『サタデー』終了後の2021年4月以降は『ライブ!ライブ!』へ移動する形で引き続き出演。
名前の由来は、ビートルズの12作目のオリジナル・アルバム『アビイ・ロード』
- 菊池君：菊池正美

マッシュルームカットの髪型に逆三角形の顔立ちで、眼鏡をかけているのが特徴のアビー君の野球仲間の少年。語尾に「だよー」と付けているが、つけない時もある。また、ランキングTOP3などで1発飛び跳ねた後に宙を浮くと、アフロヘアーが若干大きくなる。「カウントダウン!」時はアシスタントと共に腕を手前でぐるぐる回し、それから右腕を漫才のツッコミのように右へ動かす。アビー君と同様、2021年4月以降は『ライブ!ライブ!』へ移動する形で引き続き出演。
- メイプル（7代目）：伊東楓 2017年4月 - 2021年3月

5代目アシスタントのチーちゃん以来となるボブカットが特徴の女性アナウンサー。TBSアナウンサーの伊東がモデル。伊東として「ARTIST FILE」（現在は終了）のコーナーに出演し、アーティストにインタビューすることもあった。『ライブ!ライブ!』では中継リポーターを担当（後述）。
歴代アシスタント
- フミエ（初代）→デミコ（2代目）：高田由美 1993年4月 - 1995年6月

いずれも巨乳が特徴の女性。声優は同じだが、キャラCGが大きく異なっていた。フミエがアビー君の母で、デミコが菊池君の母。
- ミカちゃん（3代目）：堀井美香 1995年7月 - 1997年3月

肩までかかるロングヘアーにカチューシャが特徴の女性アナウンサー。TBSアナウンサーの堀井がモデル。
- イクちゃん（4代目）：木村郁美 1997年4月 - 2001年12月

1998年4月まで赤茶色のツインテールが特徴の女性アナウンサー。TBSアナウンサーの木村がモデル。1998年5月以降は黒髪で首の後ろまでかかるロングヘアーに変更された。
- チーちゃん（5代目）：海保知里 2002年1月 - 2007年9月

ボブカットが特徴の女性アナウンサー。TBSアナウンサーの海保がモデル。これを以てTBSアナウンサーがモデルになったアシスタントは、メイプルに変わるまで不在になる。
- マーキー（6代目）：新井麻希 2007年10月 - 2017年3月

オーバルの顔立ちが特徴の少女。アビー君の姉。アシスタントとしては9年6か月と最も長く担当していたアシスタントとなっている。

### CDTVライブ!ライブ!
下野・大野・EXIT・NAOTO・鈴木以外は全員、出演の時点でTBSテレビのアナウンサー。

#### パーソナリティー
- CDTVライブ!ライブ!スタッフ・えとちゃん：江藤愛 ｰ リアルタイム字幕放送における名前表示（発言者の名前表記）は本名で表記される。

#### サポーター
名称は公式Twitterから
- 番組サポーター：EXIT（りんたろー。・兼近大樹）

2020年12月31日から不定期出演。2020年12月31日-2022年5月2日は「サブMC」表記、2022年11月7日は「スペシャルサポーター」表記、2022年12月19日から「番組サポーター」表記。
- 踊ってみたサポーター：EXILE NAOTO

2021年6月7日出演。2021年5月24日は「”踊ってみた”ダンス企画MC」として出演。
- スペシャルサポーター：鈴木福

2022年4月18日から不定期出演。

#### ナレーション
- 下野紘（2020年3月30日 - ）

本編のナレーションとライブハウスの声（天の声）で出演。進行のえとちゃんとのトークと絡みもある。基本的には声のみの出演だが、長時間のスペシャルは時々ワイプで顔出しすることもある。放送開始から初期は担当していなかったが、一年目の途中の2021年放送分から提供読みも担当している（一部を除く）。2023年からは、「CDTV ライブ!ライブ!フェスティバル!」（Paraviでの動画ライブ配信と連動した『ライブ!ライブ!』初のライブイベントで2021年から毎年9月の中旬に東京ガーデンシアターで開催）にもMCとして出演。
- 大野恵里佳（2020年3月30日 - ）

#### 中継リポーター
- 宇内梨沙
- 日比麻音子
- 宇賀神メグ

3名（当初は伊東を含めた4名）のうち1 - 2名が、生中継企画の「出張　ライブ!ライブ!」で中継先からの進行とリポートを週替わりで担当。放送上は『ザ・ベストテン』での「追っかけウーマン」に相当する役割を担っているが、TBS（放送期間中の社名）の放送対象外地域（関東地方以外の道府県）からの中継に系列各局の女性アナウンサーを起用していた「追っかけウーマン」と違って、（系列局のない県を含む）放送対象外地域からの中継にも「出張」する。ちなみに、伊東は2020年内の中継で担当を終えた後に、2021年2月28日付でTBSテレビを退社。
日比は、2020年10月28日放送の『D4DJ presents CDTV特別編 みんなが歌える!神プレイリスト音楽祭』で東野幸治やDAIGO（BREAKERZ）と共に司会を務めた。2021年と2022年には「CDTV ライブ!ライブ!フェスティバル!」のMCを単独で任されていたが、2023年の開催分からMCを下野に交代。
宇賀神は2021年10月改編から『THE TIME,』（前述）で木曜以外の曜日にサブキャスター、日比は『Nスタ』（土曜以外の曜日の夕方に放送される報道・情報番組）の平日版（TBSテレビでは19:00まで生放送）で月曜日にニュースプレゼンター（2023年の3月最終週以降はメインキャスター）を担当。一時中断していた「出張　ライブ!ライブ!」の放送を同年11月に再開してからは、このような事情などを背景に、関東地方からの中継先へゲストアーティストだけが出演している。ただし、再開の当初は、関東以遠のエリアから中継する場合に宇内が「出張」することがあった。
宇賀神は2021年度の上半期（『THE TIME,』の開始前）、宇内・日比は2021年の『年越しライブ』（Paravi向けバックステージ動画配信の進行）を最後に当番組への出演が途絶えている。その一方で、TBSテレビ公式サイトの「アナウンサー名鑑」で公開されている宇内のプロフィールには、「当番組の中継リポーターを不定期で担当している」という情報が2022年以降も【地上波（テレビ）での担当番組】欄に記載されていたが、2023年7月7日の時点では削除されている。
中継リポーターではないが、2023年8月14日の放送では、サカス広場でのゴールデンボンバーの歌唱中に、『SASUKE』のイベント用で特設されていたコースを使ったレースの実況要員で杉山真也が出演した。杉山は江藤・宇賀神と『THE TIME,』で共演しており、放送翌日（同年8月15日）も通常どおり出演している。

### 特別番組
CGではなく本人が番組やゲストライブの進行などを行っている。ランキングや過去の映像紹介などはアビー君らCGキャラクターが登場し、進行を行う。当初はスペシャル、年越しライブ、カウントダウンオールヒットを含め恵俊彰、渡辺満里奈→ベッキーが務め、その後はEXILE、中居正広などタレントやアーティストが司会、TBSのアナウンサーがアシスタントという体制だったが、2014年度年越しライブ以降は江藤愛をはじめTBSのアナウンサー（☆印。出演時点で、その後退社した者も含む）が務めている。2016年度は久々の芸能人として、ピコ太郎を司会に起用した。
主な歴代特番司会者
- 恵俊彰（ホンジャマカ／1998年スペシャル - 2008年度年越しライブまで）
- 薬丸裕英（スペシャルライブ2000）
- 渡辺満里奈（1998年スペシャル - 2004年夏祭りプレミアライブまで）
- 浜崎あゆみ（2001年度 - 2002年度年越しライブ）
- ベッキー（2004年度年越しライブ - 2008年度年越しライブ）
- 中居正広（元SMAP[注 27]／2010年度 - 2012年度・2018年度年越しライブ、祝25周年スペシャル）
- EXILE（2009年度・2013年度年越しライブ）
- 安住紳一郎☆（10周年・15周年プレミアライブ、2017年 - 2019年卒業ソング音楽祭、2017年ハロウィン音楽祭、2018年上半期SP）
- 久本雅美（10周年プレミアライブ）
- 新井麻希☆＜フリー転向後も出演＞
- 進藤晶子☆
- 木村郁美☆
- 海保知里☆
- 出水麻衣☆（2009年度年越しライブ）
- 田中みな実☆（2010年度年越しライブ、夏フェス2012）
- 江藤愛☆（2010年度・2014年度・ 2015年度・2016年度・2020年度・2021年度年越しライブ、2016年（第2部収録パート）・2017年 - 2019年（以上第2部）音楽の日、2017年・2020年ハロウィン音楽祭、2017年 - 2021年クリスマス音楽祭、2018年 - 2020年卒業ソング音楽祭、祝25周年スペシャル、2018年上半期SP）
- 佐藤渚☆（2011年度年越しライブ）
- 枡田絵理奈☆（夏フェス2012）
- 吉田明世☆（2011年度・2012年度年越しライブ、2015年（第2部）音楽の日）
- 林みなほ☆（2012年度年越しライブ）
- 山本匠晃☆（2013年度・2014年度年越しライブ）
- 国山ハセン☆（2015年・2016年・2019年（以上第2部）音楽の日、2017年度 - 2021年度年越しライブ）
- 駒田健吾☆（2015年度年越しライブ）
- 笹川友里☆（2015年度・2016年度年越しライブ、2016年（第2部）音楽の日）
- 宇垣美里☆（2015年度年越しライブ、2016年（第2部収録パート）音楽の日）
- 皆川玲奈☆（2015年度年越しライブ）
- 石井大裕☆（2016年 - 2018年（以上第2部）音楽の日）
- 古谷有美☆（2016年（第2部）音楽の日）
- 宇内梨沙☆（2016年（第2部）音楽の日）
- 伊東楓☆（2017年・2018年（以上第2部）音楽の日、2017年度 - 2019年度年越しライブ、2018年上半期SP）
- 宇賀神メグ☆（2018年度年越しライブ）

スペシャルMC
- ピコ太郎（2016年度年越しライブ）
- 平野ノラ（2017年度年越しライブ）
- ANZEN漫才（あらぽん・みやぞん／2017年度年越しライブ）
- EXIT（りんたろー。・兼近大樹／2020年度年越しライブ）

年越しライブバックステージ生配信進行
2018年度以降に動画配信サイトParaviで実施。
- 島田秀平（2018年度）
- 朝日奈央（2018年度）
- 宇賀神メグ☆（2019年度・2020年度）
- 田村真子☆（2019年度）
- 宇内梨沙☆（2020年度）
- 宇内梨沙☆・日比麻音子☆[注 28]（2021年度）

「夏フェス2012」でMCを務めたアーティスト
- ベッキー
- ファンキー加藤（当時FUNKY MONKEY BABYS）
- 西川貴教（T.M.Revolution）
- 大島優子（当時AKB48／Not yet）
- 柏木由紀（AKB48／当時フレンチ・キス）
- 渡辺麻友（当時AKB48[注 29]）
- AI
- Ms.OOJA
- miwa
- BREAKERZ
- 中川翔子
- 宇多丸（RHYMESTER）

### 特別出演
- 田代まさし - CGキャラとして、1周年記念スペシャルなどで進行役をした。
- 鈴木杏樹 - 同上
- 木梨憲武（とんねるず） - 2002年、TOP3発表直前にCGキャラとして、映画『竜馬の妻とその夫と愛人』の宣伝で乱入した。
- ayupan（あゆパン） - 浜崎あゆみが製作したキャラクター。2002年上半期スペシャルで進行役をした。
- キョンちゃん - 小泉今日子が製作したネコのキャラクター。1996年にアルバム『オトコのコ オンナのコ』の宣伝で出演した。

## CDTVスペシャル
毎年恒例の年越しライブをはじめアーティストのライブやあらゆるテーマ(夏うた、バレンタイン、青春ソングなど)をランキングで特集するスペシャル番組。過去にはゴールデンタイムや6月最終週（または7月第1週）の通常放送を上半期の年間ランキング発表のために60分に拡大してスペシャルとして放送したものの、2000年代後半頃からは年越しライブが主体となっておりその他のスペシャルは放送が減っていたが、近年は派生スペシャルが放送されるなど徐々に増えている。また編成上の理由から2009年から2011年、2014年は年越しライブ以外でのスペシャルの放送はなかった。＊印は「音楽の日」も参照のこと。　
2020年度より『CDTVライブライブ』の放送開始に合わせ、これまで行ってきた特番などはこちらに統合される形で廃止された。

### 2000年代以降の放送実績
- 2000年1月3日 : 「CDTV8周年記念 黄金の90年代年間ランキング全部見せます!」
- 2000年7月22日 : 「CDTVスペシャル! ゲストライブ100連発・真夏の完全保存版2000」
- 2001年7月27日 : 「CDTV400回記念突破! 超豪華!ゲストライブ100連発スペシャル」
- 2001年12月21日 : 「CDTV 超豪華2001年シングルセールスTOP100!スペシャル!!!!!!」
- 2002年7月17日 : 「CDTV 激動の上半期シングルTOP100 & 超豪華!夏の歌 すべて見せますスペシャル」
- 2002年8月31日 : 「CDTV 2002年ゲストライブ100連発」
- 2002年12月20日 : 「CDTVオールヒット 超豪華2002シングルどこよりも早い!年間ランキングTOP100」
- 2003年4月2日 : 「CDTVスペシャル! 10周年超プレミアライブ」
- 2003年8月9日 : 「CDTVスペシャル! 1993〜2002年ゲストライブSPECIAL」
- 2003年12月16日 : 「CDTVスペシャル! 2003 どこよりも早い! 年間シングルランキングTOP100」
- 2004年2月10日 : 「CDTVスペシャル! 2004 史上最強ラブソングプレミアランキング」
- 2004年7月24日 : 「CDTVスペシャル! 夏祭りプレミアライブ」
- 2004年8月21日 : 「CDTVスペシャル! ゲストライブ100連発！」
- 2005年2月12日 : 「CDTVスペシャル! 2005 史上最強のラブソング〜バレンタイン2005〜プレミアランキング」
- 2005年7月16日 : 「CDTV夏祭りスペシャル・プレミアサマーソング&上半期トップ100!」
- 2006年2月11日 : 「CDTVスペシャル! 青春ど真ん中ソング!神田川〜青春アミーゴまで」
- 2006年8月20日 : 「CDTVスペシャル ゲストライブ100連発 真夏の完全保存版2006」
- 2007年8月22日 : 「真夏のCDTVスペシャル07・最強なつソング&上半期大ヒット濃縮300曲」
- 2008年3月25日～3月29日[注 30] : 「CDTV×Sacas!」[注 31]
- 2008年9月24日 : 「CDTVスペシャル! 15周年プレミアライブ」
- 2012年7月15日 : 「CDTVスペシャル! 夏フェス2012」＊
- 2013年10月6日 : 「CDTV 祝20周年スペシャル 超プレミアライブ!」
- 2015年6月27日 : 「CDTVスペシャル! -音楽の日 朝までライブ-」＊[注 32]
- 2016年3月26日 : 「CDTVスペシャルフェス」[注 33]
- 2016年7月16日 : 「音楽の日×CDTV : 朝まで夏フェス!2016 -」＊[注 34]
- 2017年4月1日[注 35] : 「COUNTDOWN TV GIRLS FES 2017」[注 36]
- 2018年4月7日：「CDTV祝25周年スペシャル」
- 2018年6月28日：「CDTV'18上半期SP エンタメまとめ総決算」[注 37]
- 2020年10月28日：「D4DJ presents CDTV特別編 みんなが歌える！神プレイリスト音楽祭」[注 38]
- 2023年3月30日 : 「CDTV30周年SP前夜祭」
- 2023年4月3日：「CDTV30周年歌うぞ!1位の曲だけフェス」
- 2023年7月12日：「CDTVライブ!ライブ! 『音楽の日2023』直前! ナイトFes.」[注 39]

### CDTVライブ!ライブ! 年越しプレミアライブ
2000年、1月1日に「CDTVスペシャルライブ」としてスタート（この放送が第1回目とカウントされている）し、2回目は2000年、12月31日の1:00から4:00まで「CDTVスペシャルライブ2000」として放送。2001年大晦日から（厳密にはこの放送が年越し形式では1回目）23時台後半から翌年元日5:00（開始当初は4:00）までの放送になり、以降毎年開催されている年越しライブである。CDTVのスペシャル版の一つである。司会は上記を参照。
番組内容は、2009年まではアーティストのライブを始め、トーク、新年鏡開き、VTR企画、カラオケ大会といった年越しに相応しい内容になっていた。SMAP（当時）の中居正広が初司会を務めた2010年以降、番組内容は変化していきライブが大半を占める構成になっている（トークは短めにある程度）。また、年明け後には出演アーティストによる鏡割りと元日の天気予報を出演アーティストの1組や司会者が読み上げるのが恒例企画になっている。
大半の生出演アーティストは直前まで生放送される『NHK紅白歌合戦』に出演してから、赤坂のTBS放送センターに順次移動してくる形になっている。2010年から2012年まで司会を務めた中居もSMAPとして『紅白』に最後まで会場出演するため、冒頭はその会場であるNHKホールの付近から出演という形式となっていた（これに関して中居は2010年 - 2012年まで紅白のグランドフィナーレである出演者による「蛍の光」大合唱中に会場から退席しており、SMAPも2010年から2015年まで出演）。
2020年からは「ライブ!ライブ!」のスペシャルに統合された。2020年では年明け後から放送開始されるauの祝賀CMとの連動企画が行われたが、その一方で、感染対策として後半2時間30分は生放送自体が無くなり事前収録されたアーティストの演奏（一部アーティストは新年のあいさつと抱負）だけをエンドレスに放送してそのまま番組が終了した。
- 2000年1月1日 1:00 - 4:00「CDTVスペシャルライブ」
- 2000年12月31日 1:00 - 4:00「CDTVスペシャルライブ2000」
- 2001年12月31日 23:45 - 2002年1月1日 4:00「CDTVスペシャル! 超豪華年越しライブ 2001→2002」
- 2002年12月31日 23:45 - 2003年1月1日 4:00「CDTVスペシャル! 超豪華年越しライブ 2002→2003」
- 2003年12月31日 23:45 - 2004年1月1日 5:00「CDTVスペシャル! 超豪華年越しプレミアライブ 2003→2004」
- 2004年12月31日 23:45 - 2005年1月1日 5:00「CDTVスペシャル! 年越しプレミアライブ 2004→2005」
- 2005年12月31日 23:50 - 2006年1月1日 5:00「CDTVスペシャル! 年越しプレミアライブ 2005→2006」
- 2006年12月31日 23:50 - 2007年1月1日 5:00「CDTVスペシャル! 年越しプレミアライブ 2006→2007」（実際の番組映像での正式タイトルは「CDTV SP PREMIER LIVE 2006-2007」)
- 2007年12月31日 23:50 - 2008年1月1日 5:00「CDTVスペシャル! 年越しプレミアライブ 2007→2008」
- 2008年12月31日 23:40 - 2009年1月1日 5:00「CDTVスペシャル! 年越しプレミアライブ 2008→2009」
- 2009年12月31日 23:45 - 2010年1月1日 5:00「TBSテレビ開始55周年記念特別番組 CDTVスペシャル! 年越しプレミアライブ 2009→2010」
- 2010年12月31日 23:45 - 2011年1月1日 5:00「CDTVスペシャル! 年越しプレミアライブ 2010→2011」
- 2011年12月31日 23:45 - 2012年1月1日 5:00「CDTVスペシャル! 年越しプレミアライブ 2011→2012」
- 2012年12月31日 23:45 - 2013年1月1日 5:00「CDTVスペシャル! 年越しプレミアライブ 2012→2013」
- 2013年12月31日 23:45 - 2014年1月1日 5:00「CDTVスペシャル! 年越しプレミアライブ 2013→2014」
- 2014年12月31日 23:45 - 2015年1月1日 5:00「TBSテレビ開始60周年記念特別番組 CDTVスペシャル! 年越しプレミアライブ 2014→2015」
- 2015年12月31日 23:45 - 2016年1月1日 5:00「CDTVスペシャル! 年越しプレミアライブ 2015→2016」
- 2016年12月31日 23:45 - 2017年1月1日 5:00「CDTVスペシャル! 年越しプレミアライブ 2016→2017」
- 2017年12月31日 23:45 - 2018年1月1日 5:00「CDTVスペシャル! 年越しプレミアライブ 2017→2018」
- 2018年12月31日 23:55 - 2019年1月1日 5:00「CDTVスペシャル! 年越しプレミアライブ 2018→2019」
- 2019年12月31日 23:55 - 2020年1月1日 5:00「TBSテレビ開始65周年記念特別番組 CDTVスペシャル! 年越しプレミアライブ 2019→2020」
- 2020年12月31日 23:45 - 2021年1月1日 5:00「CDTVライブ!ライブ! 年越しスペシャル 2020→2021」
- 2021年12月31日 23:45 - 2022年1月1日 5:00「CDTVライブ!ライブ! 年越しスペシャル 2021→2022」
- 2022年12月31日 23:45 - 2023年1月1日 5:00「CDTVライブ!ライブ! 年越しスペシャル 2022→2023」
- 2023年12月31日 23:45 - 2024年1月1日 5:00「CDTVライブ!ライブ! 年越しスペシャル 2023→2024」
- 2024年12月31日 23:45 - 2025年1月1日 5:00「CDTVライブ!ライブ! 年越しスペシャル 2024→2025」

### CDTVライブ!ライブ! 卒業ソング音楽祭
- 2017年3月30日：「CDTV春SP 卒業ソング音楽祭」[注 40]
- 2018年3月21日：「CDTVスペシャル! 卒業ソング音楽祭2018」
- 2019年3月21日：「CDTVスペシャル! 卒業ソング音楽祭2019」
- 2020年3月16日：「CDTVスペシャル! 卒業ソング音楽祭2020」

### CDTVライブ!ライブ! ハロウィン音楽祭
- 2017年10月25日：「CDTVスペシャル! ハロウィン音楽祭2017」

2016年にもCDTVとは関係のない特別番組として放送されている。

### CDTVライブ!ライブ! クリスマス音楽祭
- 2017年12月25日：「CDTVスペシャル! クリスマス音楽祭2017」
- 2018年12月24日：「CDTVスペシャル! クリスマス音楽祭2018」
- 2019年12月23日︰「CDTVスペシャル! クリスマス音楽祭2019」
- 2020年12月21日：「CDTVライブ!ライブ! クリスマス4時間スペシャル2020」

この年以降は「ライブ!ライブ!」のスペシャルとして統合。
- 2021年12月20日：「CDTVライブ!ライブ! クリスマス4時間スペシャル2021」
- 2022年12月19日：「CDTVライブ!ライブ! クリスマス4時間スペシャル2022」
- 2023年12月18日：「CDTVライブ!ライブ! クリスマス4時間半スペシャル2023」
- 2024年12月16日∶「CDTVライブ!ライブ!クリスマス4時間半スペシャル2024」

## 上半期・年間ランキング1位獲得曲
| 年度   | 期間   | 曲名                                         | 歌手名                            |
| ------ | ------ | -------------------------------------------- | --------------------------------- |
| 1993年 | 上半期 | YAH YAH YAH/夢の番人                         | CHAGE&ASKA                        |
| 1993年 | 年間   | YAH YAH YAH/夢の番人                         | CHAGE&ASKA                        |
| 1994年 | 上半期 | ロマンスの神様                               | 広瀬香美                          |
| 1994年 | 年間   | innocent world                               | Mr.Children                       |
| 1995年 | 上半期 | WOW WAR TONIGHT 〜時には起こせよムーヴメント | H Jungle With t                   |
| 1995年 | 年間   | LOVE LOVE LOVE/嵐が来る                      | DREAMS COME TRUE                  |
| 1996年 | 上半期 | DEPARTURES                                   | globe                             |
| 1996年 | 年間   | DEPARTURES                                   | globe                             |
| 1997年 | 上半期 | CAN YOU CELEBRATE?                           | 安室奈美恵                        |
| 1997年 | 年間   | CAN YOU CELEBRATE?                           | 安室奈美恵                        |
| 1998年 | 上半期 | 夜空ノムコウ                                 | SMAP                              |
| 1998年 | 年間   | 夜空ノムコウ                                 | SMAP                              |
| 1999年 | 上半期 | Automatic/time will tell                     | 宇多田ヒカル                      |
| 1999年 | 年間   | Automatic/time will tell                     | 宇多田ヒカル                      |
| 2000年 | 上半期 | TSUNAMI                                      | サザンオールスターズ              |
| 2000年 | 年間   | TSUNAMI                                      | サザンオールスターズ              |
| 2001年 | 上半期 | Can You Keep A Secret?                       | 宇多田ヒカル                      |
| 2001年 | 年間   | Can You Keep A Secret?                       | 宇多田ヒカル                      |
| 2002年 | 上半期 | ワダツミの木                                 | 元ちとせ                          |
| 2002年 | 年間   | ワダツミの木                                 | 元ちとせ                          |
| 2003年 | 上半期 | 世界に一つだけの花（シングル・ヴァージョン） | SMAP                              |
| 2003年 | 年間   | 世界に一つだけの花（シングル・ヴァージョン） | SMAP                              |
| 2004年 | 上半期 | Jupiter                                      | 平原綾香                          |
| 2004年 | 年間   | 瞳をとじて                                   | 平井堅                            |
| 2005年 | 上半期 | さくら                                       | ケツメイシ                        |
| 2005年 | 年間   | 青春アミーゴ                                 | 修二と彰                          |
| 2006年 | 上半期 | Real Face                                    | KAT-TUN                           |
| 2006年 | 年間   | Real Face                                    | KAT-TUN                           |
| 2007年 | 上半期 | 千の風になって                               | 秋川雅史                          |
| 2007年 | 年間   | 千の風になって                               | 秋川雅史                          |
| 2008年 | 上半期 | そばにいるね                                 | 青山テルマ feat.SoulJa            |
| 2008年 | 年間   | truth/風の向こうへ                           | 嵐                                |
| 2009年 | 上半期 | Believe/曇りのち、快晴                       | 嵐/矢野健太 starring Satoshi Ohno |
| 2009年 | 年間   | Believe/曇りのち、快晴                       | 嵐/矢野健太 starring Satoshi Ohno |
| 2010年 | 上半期 | Troublemaker                                 | 嵐                                |
| 2010年 | 年間   | Beginner                                     | AKB48                             |
| 2011年 | 上半期 | Everyday、カチューシャ                       | AKB48                             |
| 2011年 | 年間   | フライングゲット                             | AKB48                             |
| 2012年 | 上半期 | 真夏のSounds good !                          | AKB48                             |
| 2012年 | 年間   | 真夏のSounds good !                          | AKB48                             |
| 2013年 | 上半期 | さよならクロール                             | AKB48                             |
| 2013年 | 年間   | さよならクロール                             | AKB48                             |
| 2014年 | 上半期 | ラブラドール・レトリーバー                   | AKB48                             |
| 2014年 | 年間   | ラブラドール・レトリーバー                   | AKB48                             |
| 2015年 | 上半期 | 僕たちは戦わない                             | AKB48                             |
| 2015年 | 年間   | 僕たちは戦わない                             | AKB48                             |
| 2016年 | 上半期 | 翼はいらない                                 | AKB48                             |
| 2016年 | 年間   | 翼はいらない                                 | AKB48                             |
| 2017年 | 上半期 | 恋                                           | 星野源                            |
| 2017年 | 年間   | 恋                                           | 星野源                            |
| 2018年 | 上半期 | Lemon                                        | 米津玄師                          |
| 2018年 | 年間   | Lemon                                        | 米津玄師                          |
| 2019年 | 上半期 | Lemon                                        | 米津玄師                          |
| 2019年 | 年間   | Lemon                                        | 米津玄師                          |
| 2020年 | 上半期 | I LOVE...                                    | Official髭男dism                  |
| 2020年 | 年間   | 夜に駆ける                                   | YOASOBI                           |
| 2021年 | 上半期 | ドライフラワー                               | 優里                              |
| 2022年 | 上半期 | 残響散歌                                     | Aimer                             |
| 2023年 | 年間   | アイドル                                     | YOASOBI                           |
| 2024年 | 上半期 | Bling-Bang-Bang-Born                         | Creepy Nuts                       |
| 2024年 | 年間   | Bling-Bang-Bang-Born                         | Creepy Nuts                       |
| 2025年 | 上半期 | Plazma                                       | 米津玄師                          |

備考
- 1996年オリコン年間1位の名もなき詩/Mr.Childrenは2位。
- 1998年オリコン年間1位の誘惑/GLAYは2位。
- 1999年オリコン年間1位のだんご3兄弟/速水けんたろう、茂森あゆみ 他は2位。
- 2002年オリコン年間1位のH/浜崎あゆみは2位。
- 2009年、嵐が番組史上初の2年連続1位。
- 2016年、AKB48が番組史上初の7年連続1位。
- ランキングは、2016年まで「シングルランキング」、2017年から「CDTVオリジナルランキング」となっている。
- 2017年オリコン年間1位の願いごとの持ち腐れ/AKB48は2位。
- 2018年オリコン年間1位のTeacher Teacher/AKB48は3位。
- 2019年オリコン年間1位のサステナブル/AKB48は8位。
- 米津玄師の「Lemon」が番組史上初の2年(2018年、2019年)連続年間1位。
- 2017年から2019年まで、年越しライブ内で、年間ランキングが発表されていた。
- 2020年の上半期ランキングと年間ランキングの発表は「CDTVライブ!ライブ!」で行われた。
- 2020年のオリコン年間1位のD.D./Snow Manは6位。Imitation Rain/SixTONESは7位。
- 2021年の年間ランキングの発表はなかったが、2022年1月のランキングにおいて、2021年以前の発売曲の中での1位が「ドライフラワー」であった。なお、2021年のオリコン年間1位はGrandeur/Snow Manだった。
- 2022年の年間ランキングの発表はなかった。
- 2023年の上半期のランキングの発表はなかったが、年間ランキングは3年振りに発表された。
- 2024年は、4年ぶりに上半期と年間のランキングが発表された。

## 記念回の年月日と1位獲得曲
| 回・放送年               | 放送日        | 曲名                                                         | 歌手名                       | 備考                   |
| ------------------------ | ------------- | ------------------------------------------------------------ | ---------------------------- | ---------------------- |
| 1                        | 1993年4月8日  | 愛のままにわがままに 僕は君だけを傷つけない                  | B'z                          | [ 41 ] [ 149 ] [ 150 ] |
| 1周年記念SP              | 1994年4月3日  | SP：TRUE LOVE                                                | 藤井フミヤ                   |                        |
| 1周年記念SP              | 1994年4月3日  | 週間：IT'S ONLY LOVE                                         | 福山雅治                     | [ 103 ]                |
| 2周年記念SP              | 1995年4月2日  | SP：Tomorrow never knows                                     | Mr.Children                  |                        |
| 2周年記念SP              | 1995年4月2日  | 週間：WOW WAR TONIGHT 〜時には起こせよムーヴメント           | H Jungle With t              | [ 45 ]                 |
| 100                      | 1995年4月30日 | WOW WAR TONIGHT 〜時には起こせよムーヴメント                 | H Jungle With t              | [ 151 ]                |
| 3周年記念SP              | 1996年4月7日  | SP：Tomorrow never knows                                     | Mr.Children                  |                        |
| 3周年記念SP              | 1996年4月7日  | 週間：END OF SORROW                                          | LUNA SEA                     | [ 107 ] [ 152 ]        |
| 4周年                    | 1997年4月6日  | Go! Go! Heaven                                               | SPEED                        | [ 110 ] [ 153 ]        |
| 200                      | 1997年5月4日  | Hate tell a lie                                              | 華原朋美                     | [ 154 ]                |
| 5周年                    | 1998年4月5日  | DIVE TO BLUE                                                 | L'Arc〜en〜Ciel              | [ 155 ]                |
| 6周年                    | 1999年4月4日  | だんご3兄弟                                                  | 速水けんたろう、茂森あゆみ他 | [ 156 ]                |
| 300                      | 1999年5月23日 | I'LL BE                                                      | Mr.Children                  | [ 157 ]                |
| 7周年                    | 2000年4月2日  | Stay by my side                                              | 倉木麻衣                     | [ 158 ]                |
| 8周年                    | 2001年4月8日  | 愛のバカやろう                                               | 後藤真希                     | [ 159 ]                |
| 400                      | 2001年6月10日 | メッセージ／ひとりぼっちのハブラシ                           | TOKIO／桜庭裕一郎            | [ 160 ]                |
| 9周年                    | 2002年4月7日  | 光                                                           | 宇多田ヒカル                 | [ 161 ]                |
| 10周年                   | 2003年4月6日  | IT'S SHOWTIME!!                                              | B'z                          | [ 162 ]                |
| 500                      | 2003年6月22日 | KI（AKATSUKI／静かな雨／I'm on fire）                        | 稲葉浩志                     | [ 163 ]                |
| 11周年                   | 2004年4月4日  | ありがとうのうた                                             | V6                           | [ 164 ]                |
| 12周年                   | 2005年4月3日  | サクラ咲ケ                                                   | 嵐                           | [ 165 ]                |
| 600                      | 2005年9月4日  | キズナ                                                       | ORANGE RANGE                 | [ 166 ]                |
| 13周年                   | 2006年4月2日  | Real Face                                                    | KAT-TUN                      | [ 167 ]                |
| 14周年                   | 2007年4月8日  | 蕾                                                           | コブクロ                     | [ 168 ]                |
| 700                      | 2007年8月26日 | こころ                                                       | 小田和正                     | [ 169 ]                |
| 15周年                   | 2008年4月6日  | 15年間総合：TSUNAMI                                          | サザンオールスターズ         | [ 170 ]                |
| 15周年                   | 2008年4月6日  | 週間：オレじゃなきゃ、キミじゃなきゃ                         | 20th Century                 | [ 171 ]                |
| 15周年記念SP             | 2008年9月28日 | SP：TSUNAMI                                                  | サザンオールスターズ         | [ 172 ]                |
| 15周年記念SP             | 2008年9月28日 | 週間：LIGHT IN YOUR HEART/Swing!                             | V6                           | [ 173 ]                |
| 16周年                   | 2009年4月5日  | ワンルーム・ディスコ                                         | Perfume                      | [ 174 ]                |
| 800                      | 2009年9月13日 | GUILTY                                                       | V6                           | [ 175 ]                |
| 2000年代TOP100           | 2010年1月10日 | TSUNAMI                                                      | サザンオールスターズ         |                        |
| 17周年                   | 2010年4月4日  | 時ヲ止メテ                                                   | 東方神起                     | [ 176 ]                |
| 18周年                   | 2011年4月3日  | グレイテスト・ザ・ヒッツ 2011〜2011                          | マキシマムザホルモン         | [ 177 ]                |
| 900                      | 2011年10月2日 | Magic Power                                                  | Hey! Say! JUMP               | [ 178 ]                |
| 19周年                   | 2012年4月8日  | 生きてる生きてく                                             | 福山雅治                     | [ 179 ]                |
| 20周年                   | 2013年4月7日  | キ・ス・ウ・マ・イ 〜KISS YOUR MIND〜/S.O.S (Smile On Smile) | Kis-My-Ft2                   | [ 180 ]                |
| 20周年SP                 | 2013年10月6日 | TSUNAMI                                                      | サザンオールスターズ         |                        |
| 1000                     | 2013年11月9日 | ハート・エレキ                                               | AKB48                        | [ 181 ]                |
| 21周年                   | 2014年4月6日  | 高嶺の林檎                                                   | NMB48                        | [ 182 ]                |
| 22周年                   | 2015年4月5日  | Kiss魂                                                       | Kis-My-Ft2                   | [ 183 ]                |
| 1111                     | 2016年3月6日  | 復活LOVE                                                     | 嵐                           | [ 184 ]                |
| 23周年                   | 2016年4月3日  | ハルジオンが咲く頃                                           | 乃木坂46                     | [ 185 ]                |
| 24周年                   | 2017年4月9日  | ROCK THA TOWN                                                | Sexy Zone                    | [ 186 ]                |
| 1200                     | 2018年1月28日 | LPS                                                          | NEWS                         | [ 187 ]                |
| 25周年SP                 | 2018年4月7日  | 世界に一つだけの花 (シングルヴァージョン)                    | SMAP                         | [ 188 ]                |
| 26周年                   | 2019年4月13日 | 君を待ってる                                                 | King & Prince                | [ 189 ]                |
| 平成最後の放送           | 2019年4月28日 | SP：世界に一つだけの花                                       | SMAP                         | [ 190 ]                |
| 平成最後の放送           | 2019年4月28日 | 週間：大人サバイバー                                         | ラストアイドル               | [ 191 ]                |
| 令和最初の放送           | 2019年5月5日  | アメノチハレ                                                 | ジャニーズWEST               | [ 192 ]                |
| 1300                     | 2020年3月29日 | 失恋、ありがとう                                             | AKB48                        | [ 193 ]                |
| 27周年                   | 2020年4月12日 | 舞い落ちる花びら (Fallin' Flower)                            | SEVENTEEN                    | [ 194 ]                |
| 最終回                   | 2021年3月21日 | Roar                                                         | KAT-TUN                      | [ 195 ]                |
| CDTVライブ!ライブ!で再開 | 2021年4月19日 | Take a picture                                               | NiziU                        | [ 196 ]                |
| 30周年SP                 | 2023年4月3日  | 世界に一つだけの花                                           | SMAP                         | [ 98 ]                 |

## 歴代テーマソング（COUNT DOWN TV→CDTVサタデー）
放送開始から1995年頃までのオープニングテーマ曲にはMANISH、森下由実子、三森愛子（現：柳原愛子）、REV（現：出口雅之）、大黒摩季、宇徳敬子、WANDS、DEEN、B'zなど初回からビーイング系アーティストの曲が起用されており、その傍ら稲垣潤一、氷室京介、布袋寅泰なども起用されていた。
2000年前後からビーイングとの結びつきは薄くなり、ここ数年オープニングにはメジャーデビューから2〜5年経過した有力アーティストを、エンディングにはメジャーデビュー1年未満の新人アーティストを起用する傾向にある。
以下の記載について、当該月1日（前月末日深夜）放送分は前月のものを使用。

### テーマソング一覧表
| 1993・1994年    | 1993・1994年                             | 1993・1994年                              |
| 年月            | オープニングテーマ                       | エンディングテーマ                        |
| --------------- | ---------------------------------------- | ----------------------------------------- |
| 1993年6月       | 君が欲しい全部欲しい（MANISH）           | ?                                         |
| 1993年7月       | 君が欲しい全部欲しい（MANISH）           | ?                                         |
| 1993年8月       | Tears（森下由実子）                      | ?                                         |
| 1993年11月      | きっと ふたり 会えてよかった（柳原愛子） | 大切にしたい夜（BROSS）                   |
| 1994年1月       | 幾千もの情熱（REV）                      | 2日にまたがるアフターファイブ（鈴木哲彦） |
| 1994年4月 - 6月 | 夏が来る（大黒摩季）                     | 神様の宝石でできた島（MIYA&YAMI）         |
| 1994年7月・8月  | どこまでもずっと（宇徳敬子）             | berangkat－ブランカ－（THE BOOM）         |
| 1994年9月       | 永遠の夢に向かって（大黒摩季）           | うまく言えないけど（To Be Continued）     |
| 1994年10月      | 永遠の夢に向かって（大黒摩季）           | 君の名を呼んでも（REDIEAN;MODE）          |
| 1994年11月      | 永遠の夢に向かって（大黒摩季）           | 帰ろうかな（THE BOOM)                     |
| 1994年12月      | 永遠の夢に向かって（大黒摩季）           | 愛を今夜届けに来たよ(STAGGER）            |

| 1995 - 1999年    | 1995 - 1999年                                                | 1995 - 1999年                                        |
| 年月             | オープニングテーマ                                           | エンディングテーマ                                   |
| ---------------- | ------------------------------------------------------------ | ---------------------------------------------------- |
| 1995年1月・2月   | Secret Night -It's My Treat-（WANDS）                        | 上を向いて歩こう（サヨコ）                           |
| 1995年3月        | Teenage dream（DEEN）                                        | SUKIYAKI〜上を向いて歩こう〜（ヤミ・ボロ）           |
| 1995年4月        | Teenage dream（DEEN）                                        | ゆずれない夏（TUBE）                                 |
| 1995年5月        | 語らない（稲垣潤一）                                         | SUPER HAPPY（m.c.A・T）                              |
| 1995年6月        | 語らない（稲垣潤一）                                         | 物語は続いて行く（To Be Continued）                  |
| 1995年7月        | 涙がキラリ☆（スピッツ）                                      | 情熱男・灼熱女（ナツオトコ・ナツオンナ）（永岡昌憲） |
| 1995年8月        | 暗闇でキッス 〜Kiss in the darkness〜（FLYING KIDS）         | 明日の行方（SMILE）                                  |
| 1995年9月        | 暗闇でキッス 〜Kiss in the darkness〜（FLYING KIDS）         | ごきげんだぜっ!（m.c.A・T）                          |
| 1995年9月・10月  | LOVE PHANTOM（B'z）                                          | コンクリートジャングル（久宝留理子）                 |
| 1995年11月       | スリル（布袋寅泰）                                           | そして君の空になる（鈴木哲彦）                       |
| 1995年12月       | 痛快ウキウキ通り（小沢健二）                                 | 昨日の少年（SMILE）                                  |
| 1996年1月        | GAME（L⇔R）                                                  | splendid love（Sala from VOCALAND）                  |
| 1996年2月        | WORST CRIME〜About a rock star who was a swindler〜（WANDS） | もう二度と迷わない（守山茂樹）                       |
| 1996年3月        | SO BLUE（森高千里）                                          | かなしくて（ZELDA）                                  |
| 1996年4月        | MERRY-GO-ROUND（RAZZ MA TAZZ）                               | ピストル（黒夢）                                     |
| 1996年5月        | One Day（CHAGE&ASKA）                                        | 愛の才能（川本真琴）                                 |
| 1996年6月        | STAY（氷室京介）                                             | Heart to you（Anna from VOCALAND）                   |
| 1996年7月        | STAY（氷室京介）                                             | SPARK（THE YELLOW MONKEY）                           |
| 1996年8月        | 僕はそれがとても不思議だった（ザ・カスタネッツ）             | Feel My Heart（Every Little Thing）                  |
| 1996年9月        | MOVING ON（KIX・S）                                          | MOTION & EMOTION（Key of Life featuring Juri）       |
| 1996年10月・11月 | オトコのコ オンナのコ（小泉今日子）                          | さよならゲーム（浜田省吾）                           |
| 1996年11月・12月 | SCARS（X JAPAN）                                             | GLASS ROOTS（GREAT3）                                |
| 1997年1月        | 郷愁（斉藤和義）                                             | 白い闇（ROUAGE）                                     |
| 1997年2月        | ハック（ザ・カスタネッツ）                                   | 宝物（古内東子）                                     |
| 1997年3月        | ハック（ザ・カスタネッツ）                                   | I Love You（河村隆一）                               |
| 1997年4月・5月   | あじさい（RAZZ MA TAZZ）                                     | いつかの場所（Noel）                                 |
| 1997年5月・6月   | eve〜Last night for you〜（Laputa）                          | For the moment（Every Little Thing）                 |
| 1997年7月・8月   | ひまわり（CURIO）                                            | MAGIC LOVE（Fishmans）                               |
| 1997年9月        | アネモネ（MOON CHILD）                                       | OTOHA -音波-（松澤由美）                             |
| 1997年10月・11月 | NO SPARE（EAST RIVER）                                       | Christmas Rose（Kha〜si）                            |
| 1997年11月・12月 | Bad Girls（相川七瀬）                                        | 歌うたいのバラッド（斉藤和義）                       |
| 1998年1月        | ロケットに乗って（TRICERATOPS）                              | 青空のknife（守永初美）                              |
| 1998年2月        | poker face（浜崎あゆみ）                                     | IF YOU LOVE ME（SAKURA）                             |
| 1998年3月        | poker face（浜崎あゆみ）                                     | スリル（R・E・D）                                    |
| 1998年4月        | 水のない水槽（山崎まさよし）                                 | 君を待つ間（GRAPEVINE）                              |
| 1998年5月        | ココロ（松澤由美）                                           | グレイシャルLOVE（SIAM SHADE）                       |
| 1998年6月        | ココロ（松澤由美）                                           | ムーンパレス（ザ・カスタネッツ）                     |
| 1998年7月        | 楓（スピッツ）                                               | close my love（Favorite Blue）                       |
| 1998年8月        | 冷たい花（the brilliant green）                              | ジレンマ（SURFACE）                                  |
| 1998年9月        | 冷たい花（the brilliant green）                              | フリスビー（MOON CHILD）                             |
| 1998年10月       | TO BE LOUD（CURIO）                                          | ビニールハウス（PEPPERLAND ORANGE）                  |
| 1998年11月       | ecology（Woman's Soul）                                      | 白い恋人（Jungle Smile）                             |
| 1998年12月       | ecology（Woman's Soul）                                      | Depend on you（浜崎あゆみ）                          |
| 1999年1月        | 愛の夢をくれ（エレファントカシマシ）                         | YES（知念里奈）                                      |
| 1999年2月        | グッバイ（advantage Lucy）                                   | アクロの丘（DIR EN GREY）                            |
| 1999年3月        | グッバイ（advantage Lucy）                                   | SOMETHING TO SAY（織田裕二）                         |
| 1999年4月        | バンビーナ（布袋寅泰）                                       | Ask for me（大橋りえ）                               |
| 1999年5月        | 約束の場所（canna）                                          | パンチ（大久保海太）                                 |
| 1999年6月        | Baby Don't Cry（DON'T LOOK BACK）                            | 梅雨入りの日（鈴木崇）                               |
| 1999年7月        | the sun（wilberry）                                          | カーニバル（the pillows）                            |
| 1999年8月        | 愛の♥愛の星（the brilliant green）                           | カーニバル（the pillows）                            |
| 1999年9月        | 愛の♥愛の星（the brilliant green）                           | Platina（SiLC）                                      |
| 1999年10月       | オレンジジュース（DOG HAIR DRESSERS）                        | 体温（hitomi）                                       |
| 1999年11月       | カナリヤ（大久保海太）                                       | 一掃（宇頭巻 / REAL STYLA）                          |
| 1999年12月       | kanariya（浜崎あゆみ）                                       | カブトムシ（aiko）                                   |

| 2000 - 2004年 | 2000 - 2004年                                                 | 2000 - 2004年                                |
| 年月          | オープニングテーマ                                            | エンディングテーマ                           |
| ------------- | ------------------------------------------------------------- | -------------------------------------------- |
| 2000年1月     | Bounce with Me（Sayuki）                                      | Life（MIHO）                                 |
| 2000年2月     | ADVENTURE（northen bright）                                   | 脈（8 1/2 CONVERT）（DIR EN GREY）           |
| 2000年3月     | 空（櫛引彩香）                                                | THE ACTION (ALL I REALLY WANT TO DO)（WINO） |
| 2000年4月     | 狂おしく咲く花（LOOP THE LOOP）                               | Whiteberryの小さな大冒険（Whiteberry）       |
| 2000年5月     | WARNING（風林火山）                                           | sweet vibration（move）                      |
| 2000年6月     | 板チョコ（スィートショップ）                                  | tsu-ki（奥田美和子）                         |
| 2000年7月     | 旅立ちジェット（大久保海太）                                  | B'coz I Love You（矢井田瞳）                 |
| 2000年8月     | Happy Driving（Revenus）                                      | 大作戦!（加藤あすか）                        |
| 2000年9月     | 珈琲（Clingon）                                               | Let me Fly（ROCKY CHACK）                    |
| 2000年10月    | amulet（HΛL）                                                 | ずっと…（MISSILE）                           |
| 2000年11月    | MOVE ON（CORN HEAD）                                          | Happy Ever After（傳田真央）                 |
| 2000年12月    | BOON BOON BOON（GELUGUGU）                                    | イノセント（小林建樹）                       |
| 2001年1月     | トキオッ（キーヤキッスぱにっく）                              | ジンセイ（BARGAINS）                         |
| 2001年2月     | 今のままがいい（ファンタ・ゼロ・コースター）                  | 冬の空（ふれあい）                           |
| 2001年3月     | 明日の街（drug store cowboy）                                 | 坂道ココロ（八木さやか）                     |
| 2001年4月     | Mr. No Problem（The d.e.p）                                   | 君のためにできること（Gackt）                |
| 2001年5月     | シンプル（belly to belly）                                    | Photosynthesis（CORE OF SOUL）               |
| 2001年6月     | DISCOTICA（YOUNG PUNCH）                                      | アナタトイフ光（Guneco）                     |
| 2001年7月     | Ex-Boyfriend（Crystal Kay feat. VERBAL）                      | ユメナラバ（エスカーゴ）                     |
| 2001年8月     | EVERYDAY AT THE BUS STOP（Tommy february6）                   | Dream（LUV and SOUL）                        |
| 2001年9月     | Inspiration（SCRIPT）                                         | 孤独な太陽（CHARCOAL FILTER）                |
| 2001年10月    | ガーネット（Tripmeter）                                       | 瞳にくぎづけ（BREATH）                       |
| 2001年11月    | ライラック（フランジャーズ）                                  | ガムシャラ人生（ザ・コブラツイスターズ）     |
| 2001年12月    | ウワサの真相（Rhymester）                                     | tender rain（rumania montevideo）            |
| 2002年1月     | Without You（LIV）                                            | もしもうたえなくなっても（広沢タダシ）       |
| 2002年2月     | KEEP GOIN'（amon）                                            | 正しい場所（姫野アキラ）                     |
| 2002年3月     | 煙色の恋人達（一十三十一）                                    | はなむけの歌（ハックルベリーフィン）         |
| 2002年4月     | luvmirage（a.mia）                                            | 幼なじみ（Sound Schedule）                   |
| 2002年5月     | ラップ・グラップラー餓鬼（餓鬼レンジャー）                    | リフレイン（CUNE）                           |
| 2002年6月     | LOST Generation（YeLLOW Generation）                          | Lazy（上原あずみ）                           |
| 2002年7月     | magnolia（ミ:ラグロ）                                         | OVER（東龍太郎）                             |
| 2002年8月     | 蜜蜂（flex life）                                             | 渚の国（キセル）                             |
| 2002年9月     | 世界は割れ響く耳鳴りのようだ（eastern youth）                 | 傘としずく（meg）                            |
| 2002年10月    | 赤橙（ACIDMAN）                                               | 19年目の朝（岡北有由）                       |
| 2002年11月    | 夜空へと（MILKRUN）                                           | 青い鳥が逃げた（オノ・アヤコ）               |
| 2002年12月    | gap（より子。）                                               | タイガー&ドラゴン（クレイジーケンバンド）    |
| 2003年1月     | タンデム（HALCALI）                                           | 贈る言葉（FLOW）                             |
| 2003年2月     | 火の鳥（naja）                                                | chain（Life）                                |
| 2003年3月     | 「母」（林明日香）                                            | This World（COVER）                          |
| 2003年4月     | Rhythmist（ZZ）                                               | Baby "A"（SORTITA）                          |
| 2003年5月     | Fortune（Sowelu）                                             | 止まらぬ想い（東龍太郎）                     |
| 2003年6月     | Rain（EMYLI）                                                 | chain（竜二）                                |
| 2003年7月     | スーパーカー（晴晴゛）                                        | 浸透（アネモネ）                             |
| 2003年8月     | シンクロナイズ（Natural Punch Drunker）                       | Everything（Nao）                            |
| 2003年9月     | 君の話（スキマスイッチ）                                      | 花（SHY）                                    |
| 2003年10月    | 空の向こうに（GO!THE SKIP）                                   | 光の中へ（東龍太郎）                         |
| 2003年11月    | back in love again（HIBARI）                                  | ジターバグ（ELLEGARDEN）                     |
| 2003年12月    | -ネモ-（The Miceteeth）                                       | 愛カタリ（ナチュラル ハイ）                  |
| 2004年1月     | Words of Love（A・cappellers）                                | KING（NIRGILIS）                             |
| 2004年2月     | ブレイド（トルネード竜巻）                                    | GO THE DISTANCE（Sugar）                     |
| 2004年3月     | 鯨（Buzy）                                                    | Everything+Ash（erico）                      |
| 2004年4月     | 帰ろう歌（mihimaru GT）                                       | STEPPIN' RALLY（SOURCE）                     |
| 2004年5月     | 太陽の公園（NAOMI YOSHIMURA）                                 | プラネットホーム（THE BOOGIE JACK）          |
| 2004年6月     | トーキョウバレリーナ（SPARTA LOCALS）                         | フルアヘッド（アカツキ.）                    |
| 2004年7月     | セミダブルの無人島〜夏の恋人達へ〜feat.LITTLE,aile（B-FRESH） | 君は夏（Cry&Feel it）                        |
| 2004年8月     | SPEEDER（MOTORWORKS）                                         | 風（kNoBoNk）                                |
| 2004年9月     | 遥かなる日々（ジャパハリネット）                              | 想像もつかない僕らの日々（ラバーキャロッツ） |
| 2004年10月    | Infinite...（安良城紅）                                       | 声（LADYBUG）                                |
| 2004年11月    | 眠れぬ夜のひとりごと（風味堂）                                | 冬色ガール（スムルース）                     |
| 2004年12月    | give me some mo'rock（Ricken's）                              | FALL IN LOVE（Lena Park）                    |

| 2005 - 2009年 | 2005 - 2009年                                                                      | 2005 - 2009年                                             |
| 年月          | オープニングテーマ                                                                 | エンディングテーマ                                        |
| ------------- | ---------------------------------------------------------------------------------- | --------------------------------------------------------- |
| 2005年1月     | Gentleman（名取香り）                                                              | 雪（THC!!）                                               |
| 2005年2月     | 昨日の風（つばき）                                                                 | 冬のうた（JINDOU）                                        |
| 2005年3月     | Keep It Goin' On（三浦大知）                                                       | 光のしずく（master*piece）                                |
| 2005年4月     | スワロー（音速ライン）                                                             | Ta-lila 〜僕を見つけて〜（ナナムジカ）                    |
| 2005年5月     | THANK YOU FOR THE MUSIC（bonobos）                                                 | 好きです（Meyou）                                         |
| 2005年6月     | ユメデアエルヨ（RAM RIDER）                                                        | 北極星〜The Polestar〜（KOTO）                            |
| 2005年7月     | DISCO☆DISCO（So'Fly）                                                              | ONE'S（AIR DRIVE）                                        |
| 2005年8月     | スタンプラリー（扇愛奈）                                                           | Happy the globe（YA-KYIM）                                |
| 2005年9月     | キズナ（Dt.）                                                                      | アウトサイド（倭製ジェロニモ&ラブゲリラエクスペリエンス） |
| 2005年10月    | I,myself（デリカテッセン）                                                         | 殻（田野崎文）                                            |
| 2005年11月    | あの日の未来（No Regret Life）                                                     | FAKE FACE（Zwei）                                         |
| 2005年12月    | MERRY X'MAS 〜キヨシコノ夜に…〜（CORN HEAD feat. DJ KAORI,JiN）                    | ジングルベリー（けちゃっぷmania）                         |
| 2006年1月     | イーディーピー 〜飛んで火に入る夏の君〜（RADWIMPS）                                | 笑いたかった（荘野ジュリ）                                |
| 2006年2月     | Reminiscence〜レミニッセンス〜（千織）                                             | sad tango（Rain（ピ））                                   |
| 2006年3月     | Communication Break（上木彩矢）                                                    | 夜間飛行（APOGEE）                                        |
| 2006年4月     | Sweet Flower（天上智喜）                                                           | 光の射す方へ（Buzz 72+）                                  |
| 2006年5月     | ゴジラ（ワカバ）                                                                   | 月の呼吸（Bahashishi）                                    |
| 2006年6月     | Life is Beautiful feat.横山剣（PAPA B）                                            | chapter 1（シド）                                         |
| 2006年7月     | 恋のメガラバ（マキシマムザホルモン）                                               | リズム（Fonogenico）                                      |
| 2006年8月     | 謡声（ムック）                                                                     | シンデレラ（ANATAKIKOU）                                  |
| 2006年9月     | Fallin' in or Not feat.SEAMO（中林芽依）                                           | 誰も知らない歌（theSoul）                                 |
| 2006年10月    | キミは君★（ナイス橋本）                                                            | STAND BY ME（Base Ball Bear）                             |
| 2006年11月    | シンクロ（秦基博）                                                                 | 愛のうた（SOUTH BLOW）                                    |
| 2006年12月    | 一人のメリークリスマス（エイジアエンジニア）                                       | 北風ハンカチーフ（蝉時雨）                                |
| 2007年1月     | 道（GReeeeN）                                                                      | 車輪（てるる...）                                         |
| 2007年2月     | 銀色ラプソディー（超飛行少年）                                                     | エーデルワイス（二千花）                                  |
| 2007年3月     | wonder land-Non Pianoforte Countdown Mix-（Seventh Tarz Armstrong）                | ポータブルポップミュージック（クノシンジ）                |
| 2007年4月     | 手と手（かりゆし58）                                                               | あいつによろしく（YOUR SONG IS GOOD）                     |
| 2007年5月     | Luxury ride feat.ZEEBRA（Foxxi misQ）                                              | Respect!（Metis）                                         |
| 2007年6月     | "HANABI"（Spontania）                                                              | stella（FLEET）                                           |
| 2007年7月     | Baby Doll（SATOMI'）                                                               | 水色の風（サガユウキ）                                    |
| 2007年8月     | WAVING（JING TENG）                                                                | 青の向こうにその恋を投げてしまおう（甲斐名都）            |
| 2007年9月     | Fly Out（twenty4-7）                                                               | ここにいるよ feat.青山テルマ（SoulJa）                    |
| 2007年10月    | あらうんどTHEワールド!（SKELT 8 BAMBINO）                                          | THE SOUTH POLE（Hanaboy）                                 |
| 2007年11月    | 誓い（jealkb）                                                                     | ラブソウル（Rickie-G）                                    |
| 2007年12月    | いつまでもメリークリスマス（INFINITY16 Welcomez SHOCK EYE from 湘南乃風,MUNEHIRO） | 歌と星空（玉手ゆういち）                                  |
| 2008年1月     | midnight（SONOMI）                                                                 | グッドラックイエスタデー（臼井嗣人）                      |
| 2008年2月     | 1/6000000000 feat. C&K（九州男）                                                   | ダンスダンスダンス（MASH）                                |
| 2008年3月     | エボシ（FREEASY BEATS）                                                            | 未来記念日（榎本くるみ）                                  |
| 2008年4月     | Naturally（多和田えみ）                                                            | glowly days（西野カナ）                                   |
| 2008年5月     | あの透明感と少年（monobright）                                                     | 夜明け（カラーボトル）                                    |
| 2008年6月     | Change by 1（LAST ALLIANCE）                                                       | 三日月セレナーデ（町田俊行）                              |
| 2008年7月     | ハレーション（たむらぱん）                                                         | 茶の花（FoZZtone）                                        |
| 2008年8月     | 偶然の確率（GIRL NEXT DOOR）                                                       | labo（flumpool）                                          |
| 2008年9月     | 脳にはビート 眠りには愛を（lostage）                                               | ワン ナイト トリップ EP（阿部芙蓉美）                     |
| 2008年10月    | Living Dying Message（9mm Parabellum Bullet）                                      | あかり（セカイイチ）                                      |
| 2008年11月    | Candy kicks（辻詩音）                                                              | REAL（BINECKS）                                           |
| 2008年12月    | BORDER（FUNKIST）                                                                  | キミだけのカーテンコール（カミナリグモ）                  |
| 2009年1月     | ふりぃ（阿部真央）                                                                 | Can Can（福井舞）                                         |
| 2009年2月     | school life（KAME&L.N.K）                                                          | ゆめの在りか（のあのわ）                                  |
| 2009年3月     | ジョン・L・フライの嘘（清竜人）                                                    | boys be（竹内電気）                                       |
| 2009年4月     | With You 〜君といつまでも〜feat.MAY'S（KG）                                        | Opening（Unlimited）                                      |
| 2009年5月     | A BIRD（大橋トリオ）                                                               | blue spring（soulkids）                                   |
| 2009年6月     | Thank you（Cure Rubbish）                                                          | Secret Word（GOLLBETTY）                                  |
| 2009年7月     | Jump Pump（miray）                                                                 | ame 〜rain song〜（SPANK PAGE）                           |
| 2009年8月     | Flower（JACREN）                                                                   | Jump around-DJ KOMORI Remix（Sweep）                      |
| 2009年9月     | Feel（JANEL）                                                                      | 春夏秋冬（Hilcrhyme）                                     |
| 2009年10月    | ユア メディスン〜私があなたの薬になってあげる（一青窈）                            | I WILL（武川アイ）                                        |
| 2009年11月    | NO MORE（JASMINE）                                                                 | レイス（WEAVER）                                          |
| 2009年12月    | もうバイバイ（Hilcrhyme）                                                          | 奇跡の夜（MAGIC PARTY feat.渡辺久 (from 風味堂)）         |

| 2010年 - 2014年 | 2010年 - 2014年                            | 2010年 - 2014年                              |
| 年月            | オープニングテーマ                         | エンディングテーマ                           |
| --------------- | ------------------------------------------ | -------------------------------------------- |
| 2010年1月       | ハルラブ（Juliet）                         | 君を想うよ… feat. Sowelu（Quadraphonic）     |
| 2010年2月       | L.O.V.E.（HOME MADE 家族）                 | ツボミ（吉田山田）                           |
| 2010年3月       | 桜雨（JUJU）                               | 迷子 to MYSELF（Hundred Percent Free）       |
| 2010年4月       | BYE BYE（加藤ミリヤ）                      | あいたい気持ち（Hanah）                      |
| 2010年5月       | ハイビスカス（MINMI）                      | ストロボ（つしまみれ）                       |
| 2010年6月       | リトルガール（miwa）                       | 教えてよ〜miseducation〜（舞花）             |
| 2010年7月       | GOODBYE（清水翔太）                        | 101年後（hinaco）                            |
| 2010年8月       | Heaven's Door（BENI）                      | 優しい人（Any）                              |
| 2010年9月       | Breathe（ISSA×SoulJa）                     | キミの夢 feat. TAKA from DEEP（童子-T）      |
| 2010年10月      | 四ツ葉さがしの旅人（Galileo Galilei）      | ベイビー・アイラブユー（TEE）                |
| 2010年11月      | TOXIC（谷村奈南）                          | 気づいてよ… I Love You（Lily.）              |
| 2010年12月      | クリスマス大作戦 feat. 紗羅マリー（SEAMO） | 上京がむしゃら物語（C&K）                    |
| 2011年1月       | 大好きだよ（Lil'B）                        | 愛のテーマ（毛皮のマリーズ）                 |
| 2011年2月       | 電話で抱きしめて（TEE）                    | i BELIEVE 〜星に願いを（So'Fly）             |
| 2011年3月       | 4 chords（ISSA×Soulja）                    | Deep into You（MARIA）                       |
| 2011年4月       | 言えなかった「ありがとう」（MEGARYU）      | もっと愛したかった（真崎ゆか）               |
| 2011年5月       | 守るべきもの（若旦那）                     | 花束（back number）                          |
| 2011年6月       | yoakemae（Base Ball Bear）                 | しんぱい（たむらぱん）                       |
| 2011年7月       | LAST†PRAY（BREAKERZ）                      | NAME（NIKIIE）                               |
| 2011年8月       | Wish（Happiness）                          | 君からのメッセージ（井手綾香）               |
| 2011年9月       | いつか（シド）                             | 雪虫〜ふたりの約束〜（ほたる日和）           |
| 2011年10月      | 永遠はただの一秒から（JAY'ED×JUJU）        | からっぽ（佐藤史果）                         |
| 2011年11月      | Green a.live（YUI）                        | セントエルモ（Applicat Spectra）             |
| 2011年12月      | 虹の雪（Alice Nine）                       | 泣いても 泣いても（藤田麻衣子）              |
| 2012年1月       | 卒業（高橋優）                             | アイラブユー（Oranje.）                      |
| 2012年2月       | フタリヒトツ（Rake）                       | 桜グラフィティ（ammoflight）                 |
| 2012年3月       | 月夜のnet（ecosystem）                     | ストーリー（シェネル）                       |
| 2012年4月       | 咲色リフレイン（ピコ）                     | Decadence（Heavenstamp）                     |
| 2012年5月       | ハテナ（チャットモンチー）                 | Lollipop（平子理沙）                         |
| 2012年6月       | Forever（Crystal Kay）                     | キューティクル・ガール（bómi）               |
| 2012年7月       | わたがし（back number）                    | 北風サマー（A.F.R.O）                        |
| 2012年8月       | はんぶんこ（佐香智久）                     | hero（THE RiCECOOKERS）                      |
| 2012年9月       | Bless You（家入レオ）                      | 何度も君に恋をする（ザ・マスミサイル）       |
| 2012年10月      | フォール・イン・ラブ（シェネル）           | Winter Dream（GILLE）                        |
| 2012年11月      | LOVERS partII feat.若旦那（加藤ミリヤ）    | Only（IsamU）                                |
| 2012年12月      | 夢1号（NICO Touches the Walls）            | 善悪の彼岸（小南泰葉）                       |
| 2013年1月       | 地元賛歌（カラーボトル）                   | シェダル（ジャンク フジヤマ）                |
| 2013年2月       | Nikki（Rabbit）                            | さよなら大好きだったよ（ケラケラ）           |
| 2013年3月       | 最後の私（阿部真央）                       | ナガレボシ（N.O.B.U!!!）                     |
| 2013年4月       | さくら 〜永遠〜 feat. 湘南乃風（MINMI）    | Shake you*（Yun*chi）                        |
| 2013年5月       | High Flying（JASMINE）                     | Can't Love U More（ELLIE）                   |
| 2013年6月       | 愛を浴びて、僕がいる（C&K）                | 声（BUZZ THE BEARS）                         |
| 2013年7月       | コバルト・スカイ（藍井エイル）             | 愛して止まないロックンロール（LIFriends）    |
| 2013年8月       | アイシテル（シェネル）                     | STAR LINE（AMIAYA）                          |
| 2013年9月       | HALO（MUCC）                               | 明日へ（The Sketchbook）                     |
| 2013年10月      | 東京デスティニー（ポルノグラフィティ）     | ハレンチ学＆祭（Civilian Skunk）             |
| 2013年11月      | 東京デスティニー（ポルノグラフィティ）     | ひとりごと（新山詩織）                       |
| 2013年12月      | Feel the love（浜崎あゆみ）                | キラーボール（ゲスの極み乙女。）             |
| 2014年1月       | Feel the love（浜崎あゆみ）                | Valentine（WHITE JAM）                       |
| 2014年2月       | My VOICE（ファンキー加藤）                 | 猿は木から何処へ落ちる（Hello Sleepwalkers） |
| 2014年3月       | My VOICE（ファンキー加藤）                 | 17歳（竹友あつき）                           |
| 2014年4月       | アパッショナート（水樹奈々）               | OVERCOME（Well stone bros.）                 |
| 2014年5月       | アパッショナート（水樹奈々）               | Oh JANE（片平里菜）                          |
| 2014年6月       | Gift（中島美嘉×加藤ミリヤ）                | 八方塞がり美人（空想委員会）                 |
| 2014年7月       | Gift（中島美嘉×加藤ミリヤ）                | LOVE TO YOU -by CUPS-（Suzu）                |
| 2014年8月       | BLING BLING MY LOVE（フェアリーズ）        | Mr.Darling（みみめめMIMI）                   |
| 2014年9月       | BLING BLING MY LOVE（フェアリーズ）        | TRIP×TRICK（VALSHE）                         |
| 2014年10        | It's alright!（THE TURTLES JAPAN）         | で？（カメレオ）                             |
| 2014年11月      | It's alright!（THE TURTLES JAPAN）         | イクジナシ（LoVendoЯ）                       |
| 2014年12月      | 子 ギャル（hide with Spread Beaver）       | ありがとう（MACO）                           |

| 2015年 - 2019年 | 2015年 - 2019年                            | 2015年 - 2019年                          |
| 年月            | オープニングテーマ                         | エンディングテーマ                       |
| --------------- | ------------------------------------------ | ---------------------------------------- |
| 2015年1月       | 子 ギャル（hide with Spread Beaver）       | 星屑メリーゴーランド（三浦祐太朗）       |
| 2015年2月       | miss you（家入レオ）                       | ミロク乃ハナ（アルスマグナ）             |
| 2015年3月       | miss you（家入レオ）                       | BRAND NEW ME（アモウミコ）               |
| 2015年4月       | ONENESS（miwa）                            | LOVEってる（ザ・チャレンジ）             |
| 2015年5月       | ONENESS（miwa）                            | 全力！スタート（がんばれ!Victory）       |
| 2015年6月       | キミに会いたいな（吉田山田）               | 革命アカツキ（Goodbye holiday）          |
| 2015年7月       | キミに会いたいな（吉田山田）               | 風（桐嶋ノドカ）                         |
| 2015年8月       | Dance With Me（OKAMOTO'S）                 | わかんないのはいやだ（植田真梨恵）       |
| 2015年9月       | Dance With Me（OKAMOTO'S）                 | 若葉ラバー（中谷優心）                   |
| 2015年10月      | REVOLUTION（Crystal Kay feat. 安室奈美恵） | 人間（SANABAGUN.）                       |
| 2015年11月      | REVOLUTION（Crystal Kay feat. 安室奈美恵） | ティーティーウー（荒川ケンタウロス）     |
| 2015年12月      | BFF（BENI）                                | つぼみ（GOOD ON THE REEL）               |
| 2016年1月       | BFF（BENI）                                | 斬鉄剣（Le Lien）                        |
| 2016年2月       | Hello To The World（家入レオ）             | Birthdays（花岡なつみ）                  |
| 2016年3月       | Hello To The World（家入レオ）             | 宝物（LoVendoЯ）                         |
| 2016年4月       | WAR CRY（あゆみくりかまき）                | GIANT KILLING（ぐるたみん）              |
| 2016年5月       | WAR CRY（あゆみくりかまき）                | HOME（NOISEMAKER）                       |
| 2016年6月       | だいじょうぶ（BLUE ENCOUNT）               | 夢日和（瀬川あやか）                     |
| 2016年7月       | だいじょうぶ（BLUE ENCOUNT）               | TONIGHT（I Don't Like Mondays.）         |
| 2016年8月       | DIP-BAP（THE ORAL CIGARETTES）             | Fly High（Xmas Eileen）                  |
| 2016年9月       | DIP-BAP（THE ORAL CIGARETTES）             | Over The Rainbow（MAG!C☆PRINCE）         |
| 2016年10月      | カタオモイ（Aimer）                        | クライマックス（焚吐）                   |
| 2016年11月      | カタオモイ（Aimer）                        | bravo!bravo!bravo!（GOODWARP）           |
| 2016年12月      | GO!!世侍塾 GO!!（BOYS AND MEN）            | stage（雨のパレード）                    |
| 2017年1月       | GO!!世侍塾 GO!!（BOYS AND MEN）            | Allone（一之瀬ユウ）                     |
| 2017年2月       | オキノタユウ（和楽器バンド）               | 疾走（ウルトラタワー）                   |
| 2017年3月       | オキノタユウ（和楽器バンド）               | フジヤマディスコ（SILENT SIREN）         |
| 2017年4月       | 青春時計（NGT48）                          | ベッド・シッティング・ルーム（宇宙まお） |
| 2017年5月       | 青春時計（NGT48）                          | ENDLESS“I”（＋α/あるふぁきゅん。）       |
| 2017年6月       | 感情のピクセル（岡崎体育）                 | Over You（SHE'S）                        |
| 2017年7月       | 感情のピクセル（岡崎体育）                 | SEXY SEXY SEXY（UNIONE）                 |
| 2017年8月       | Time Has Gone（w-inds.）                   | エバーグリーン（サイダーガール）         |
| 2017年9月       | Time Has Gone（w-inds.）                   | エバーグリーン（サイダーガール）         |
| 2017年10月      | THE WORLD IS MINE（SPYAIR）                | 1959（彼女 IN THE DISPLAY）              |
| 2017年11月      | THE WORLD IS MINE（SPYAIR）                | 冷めた牛丼をほおばって（ファンキー加藤） |
| 2017年12月      | Relax（家入レオ）                          | FLY（uchuu,）                            |
| 2018年1月       | Relax（家入レオ）                          | ゲレンデベイベー（エドガー・サリヴァン） |
| 2018年2月       | HEY HEY 〜Light Me Up〜（フェアリーズ）    | ノイズ（須澤紀信）                       |
| 2018年3月       | HEY HEY 〜Light Me Up〜（フェアリーズ）    | Toxic（PassCode）                        |
| 2018年4月       | Just The Way You Are（EXILE ATSUSHI）      | if〜この声が届くなら〜（color-code）     |
| 2018年5月       | Just The Way You Are（EXILE ATSUSHI）      | Second（The Super Ball）                 |
| 2018年6月       | Heaven Only Knows（CHEMISTRY）             | DISTANCE（鈴木愛理）                     |
| 2018年7月       | Heaven Only Knows（CHEMISTRY）             | 夏のビーナス（阪本奨悟）                 |
| 2018年8月       | 存在感（KREVA）                            | 花束（LACCO TOWER）                      |
| 2018年9月       | 存在感（KREVA）                            | フェイトンに告ぐ（嘘とカメレオン）       |
| 2018年10月      | New Beginning（伊藤千晃）                  | 言うとおり、神様（ポップしなないで）     |
| 2018年11月      | New Beginning（伊藤千晃）                  | Silver Shoes（Rei）                      |
| 2018年12月      | 赤い罠(who loves it?)（LiSA）              | あと少しだけ（FUKI）                     |
| 2019年1月       | 赤い罠(who loves it?)（LiSA）              | Memento Mori（Ivy to Fraudulent Game）   |
| 2019年2月       | 桜（DA PUMP）                              | Confession（ももすももす）               |
| 2019年3月       | 桜（DA PUMP）                              | Prince（さなり）                         |
| 2019年4月       | 航海前夜（milet）                          | Bloomin'（植田真梨恵）                   |
| 2019年5月       | 航海前夜（milet）                          | メジャーボーイ（CUBERS）                 |
| 2019年6月       | スターライトキセキ（天月-あまつき-）       | 群青（MINAMI NiNE）                      |
| 2019年7月       | スターライトキセキ（天月-あまつき-）       | never be fine（Miyuu）                   |
| 2019年8月       | Soul Full of Music（鈴木瑛美子）           | 眼鏡の男の子（BEYOOOOONDS）              |
| 2019年9月       | Soul Full of Music（鈴木瑛美子）           | 時鳴りの街（レルエ）                     |
| 2019年10月      | 君へ届け（プラチナボーイズ）               | 素顔（ZEROSTYLE）                        |
| 2019年11月      | 君へ届け（プラチナボーイズ）               | マジック（The Songbards）                |
| 2019年12月      | Knock U down（水樹奈々）                   | センチメンタルに刺された（コレサワ）     |

| 2020年 - 2021年 | 2020年 - 2021年                      | 2020年 - 2021年                                           |
| 年月            | オープニングテーマ                   | エンディングテーマ                                        |
| --------------- | ------------------------------------ | --------------------------------------------------------- |
| 2020年1月       | Knock U down（水樹奈々）             | グリム（majiko）                                          |
| 2020年2月       | 猫の毛（斉藤和義）                   | ジュブナイルに捧ぐ（神はサイコロを振らない）              |
| 2020年3月       | 猫の毛（斉藤和義）                   | これでいいんだ（KALMA）                                   |
| 2020年4月       | Heart on Fire（DA PUMP）             | 綺麗にきみをあいしてたい（SHE IS SUMMER）                 |
| 2020年5月       | アメイジングレース（go!go!vanillas） | ナイトライダー（ひかりのなかに）                          |
| 2020年6月       | rhythm（宮川大聖）                   | work it out（lol-エルオーエル-）                          |
| 2020年7月       | 見る目ないなぁ（杏沙子）             | ABCがワカラナイ（Hi Cheers!）                             |
| 2020年8月       | UCHIRA (Rei©hi)                      | 真夏の女神（Rude-α）                                      |
| 2020年9月       | Monster（藤原さくら）                | Secret Night ～It's My Treat～ [WANDS 第5期ver.]（WANDS） |
| 2020年10月      | Wake Me Up（フレデリック）           | Jealous（Hilcrhyme）                                      |
| 2020年11月      | MR.CLEVER（I Don't Like Mondays.）   | フィラメント（ヤなことそっとミュート）                    |
| 2020年12月      | パリ↓↑パニ（SHARE LOCK HOMES）       | 偏見じゃん（Non Stop Rabbit）                             |
| 2021年1月       | 僕のSOS（mahina）                    | FRONTIER（樋口楓）                                        |
| 2021年2月       | FLY（遥海）                          | ネクロポリス（月詠み）                                    |
| 2021年3月       | ルーザー（DISH//）                   | 少年（00’ ver.）（South Blue）                            |

## ネット局と放送時間

### COUNT DOWN TV→CDTVサタデー
| 放送対象地域   | 放送局名                  | 系列    | 放送時間                      | 遅れ       | 脚注      |
| -------------- | ------------------------- | ------- | ----------------------------- | ---------- | --------- |
| 関東広域圏     | TBSテレビ（TBS）          | TBS系列 | 日曜 0:58 - 1:28 （土曜深夜） | 制作局     |           |
| 北海道         | 北海道放送（HBC）         | TBS系列 | 日曜 0:58 - 1:28 （土曜深夜） | 同時ネット |           |
| 青森県         | 青森テレビ（ATV）         | TBS系列 | 日曜 0:58 - 1:28 （土曜深夜） | 同時ネット | [ 注 55 ] |
| 岩手県         | IBC岩手放送（IBC）        | TBS系列 | 日曜 0:58 - 1:28 （土曜深夜） | 同時ネット | [ 注 56 ] |
| 宮城県         | 東北放送（tbc）           | TBS系列 | 日曜 0:58 - 1:28 （土曜深夜） | 同時ネット |           |
| 山形県         | テレビユー山形（TUY）     | TBS系列 | 日曜 0:58 - 1:28 （土曜深夜） | 同時ネット |           |
| 福島県         | テレビユー福島（TUF）     | TBS系列 | 日曜 0:58 - 1:28 （土曜深夜） | 同時ネット |           |
| 山梨県         | テレビ山梨（UTY）         | TBS系列 | 日曜 0:58 - 1:28 （土曜深夜） | 同時ネット |           |
| 新潟県         | 新潟放送（BSN）           | TBS系列 | 日曜 0:58 - 1:28 （土曜深夜） | 同時ネット | [ 注 57 ] |
| 長野県         | 信越放送（SBC）           | TBS系列 | 日曜 0:58 - 1:28 （土曜深夜） | 同時ネット |           |
| 静岡県         | 静岡放送（SBS）           | TBS系列 | 日曜 0:58 - 1:28 （土曜深夜） | 同時ネット |           |
| 富山県         | チューリップテレビ（TUT） | TBS系列 | 日曜 0:58 - 1:28 （土曜深夜） | 同時ネット |           |
| 石川県         | 北陸放送（MRO）           | TBS系列 | 日曜 0:58 - 1:28 （土曜深夜） | 同時ネット | [ 注 58 ] |
| 中京広域圏     | CBCテレビ（CBC）          | TBS系列 | 日曜 0:58 - 1:28 （土曜深夜） | 同時ネット | [ 注 59 ] |
| 近畿広域圏     | 毎日放送（MBS）           | TBS系列 | 日曜 0:58 - 1:28 （土曜深夜） | 同時ネット | [ 注 60 ] |
| 鳥取県・島根県 | 山陰放送（BSS）           | TBS系列 | 日曜 0:58 - 1:28 （土曜深夜） | 同時ネット |           |
| 岡山県・香川県 | RSK山陽放送（RSK）        | TBS系列 | 日曜 0:58 - 1:28 （土曜深夜） | 同時ネット | [ 注 61 ] |
| 広島県         | 中国放送（RCC）           | TBS系列 | 日曜 0:58 - 1:28 （土曜深夜） | 同時ネット |           |
| 山口県         | テレビ山口（tys）         | TBS系列 | 日曜 0:58 - 1:28 （土曜深夜） | 同時ネット |           |
| 愛媛県         | あいテレビ（itv）         | TBS系列 | 日曜 0:58 - 1:28 （土曜深夜） | 同時ネット |           |
| 高知県         | テレビ高知（KUTV）        | TBS系列 | 日曜 0:58 - 1:28 （土曜深夜） | 同時ネット |           |
| 福岡県         | RKB毎日放送（RKB）        | TBS系列 | 日曜 0:58 - 1:28 （土曜深夜） | 同時ネット | [ 注 62 ] |
| 長崎県         | 長崎放送（NBC）           | TBS系列 | 日曜 0:58 - 1:28 （土曜深夜） | 同時ネット | [ 注 63 ] |
| 大分県         | 大分放送（OBS）           | TBS系列 | 日曜 0:58 - 1:28 （土曜深夜） | 同時ネット |           |
| 熊本県         | 熊本放送（RKK）           | TBS系列 | 日曜 0:58 - 1:28 （土曜深夜） | 同時ネット |           |
| 宮崎県         | 宮崎放送（MRT）           | TBS系列 | 日曜 0:58 - 1:28 （土曜深夜） | 同時ネット |           |
| 鹿児島県       | 南日本放送（MBC）         | TBS系列 | 日曜 0:58 - 1:28 （土曜深夜） | 同時ネット |           |
| 沖縄県         | 琉球放送（RBC）           | TBS系列 | 日曜 0:58 - 1:28 （土曜深夜） | 同時ネット | [ 注 64 ] |

- 2017年7月以降、全局同時ネットではあるが、ローカルセールス枠のため、TBSテレビでの放送時間の大幅な繰り下げに追従できないもしくは自主編成を臨時に行う等で臨時非ネットもしくは遅れネット（ごくまれに先行ネット）する局があった。

#### 過去のネット局
- 福井放送（FBC）（日本テレビ系列・テレビ朝日系列、2010年3月24日【23日深夜】打ち切り。）
- 四国放送（JRT）（日本テレビ系列、2010年9月30日【29日深夜】打ち切り[注 65]。）
- 秋田放送（ABS）（日本テレビ系列、2012年3月30日【29日深夜】打ち切り。）

#### 放送時間の変遷
| 期間                   | 放送曜日              | 放送時間（日本時間） |
| ---------------------- | --------------------- | -------------------- |
| 1993.4.8 - 1993.9.30   | 木曜日 （水曜日深夜） | 0:40 - 1:10（30分）  |
| 1993.10.10 - 1996.9.29 | 日曜日 （土曜日深夜） | 0:55 - 1:25（30分）  |
| 1996.10.6 - 1999.3.28  | 日曜日 （土曜日深夜） | 0:55 - 1:35（40分）  |
| 1999.4.4 - 2009.3.29   | 日曜日 （土曜日深夜） | 0:55 - 1:40（45分）  |
| 2009.4.5 - 2013.4.7    | 日曜日 （土曜日深夜） | 0:58 - 1:43（45分）  |
| 2013.4.21 - 2014.3.23  | 日曜日 （土曜日深夜） | 1:28 - 2:13（45分）  |
| 2014.4.6 - 2017.4.2    | 日曜日 （土曜日深夜） | 0:58 - 1:53（55分）  |
| 2017.4.9 - 2020.3.29   | 日曜日 （土曜日深夜） | 0:58 - 2:08（70分）  |
| 2020.4.12 - 2021.3.21  | 日曜日 （土曜日深夜） | 0:58 - 1:28（30分）  |

### CDTVライブ!ライブ!
| 放送対象地域   | 放送局名                  | 系列    | 放送期間        | 放送時間                                                                          | ネット状況 |
| -------------- | ------------------------- | ------- | --------------- | --------------------------------------------------------------------------------- | ---------- |
| 関東広域圏     | TBSテレビ（TBS）          | TBS系列 | 2020年3月30日 - | 月曜 22:00 - 22:57 ↓ 月曜 21:00 - 22:00 ↓ 月曜 20:00 - 21:00 ↓ 月曜 19:00 - 21:00 | 制作局     |
| 北海道         | 北海道放送（HBC）         | TBS系列 | 2020年3月30日 - | 月曜 22:00 - 22:57 ↓ 月曜 21:00 - 22:00 ↓ 月曜 20:00 - 21:00 ↓ 月曜 19:00 - 21:00 | 同時ネット |
| 青森県         | 青森テレビ（ATV）         | TBS系列 | 2020年3月30日 - | 月曜 22:00 - 22:57 ↓ 月曜 21:00 - 22:00 ↓ 月曜 20:00 - 21:00 ↓ 月曜 19:00 - 21:00 | 同時ネット |
| 岩手県         | IBC岩手放送（IBC）        | TBS系列 | 2020年3月30日 - | 月曜 22:00 - 22:57 ↓ 月曜 21:00 - 22:00 ↓ 月曜 20:00 - 21:00 ↓ 月曜 19:00 - 21:00 | 同時ネット |
| 宮城県         | 東北放送（tbc）           | TBS系列 | 2020年3月30日 - | 月曜 22:00 - 22:57 ↓ 月曜 21:00 - 22:00 ↓ 月曜 20:00 - 21:00 ↓ 月曜 19:00 - 21:00 | 同時ネット |
| 山形県         | テレビユー山形（TUY）     | TBS系列 | 2020年3月30日 - | 月曜 22:00 - 22:57 ↓ 月曜 21:00 - 22:00 ↓ 月曜 20:00 - 21:00 ↓ 月曜 19:00 - 21:00 | 同時ネット |
| 福島県         | テレビユー福島（TUF）     | TBS系列 | 2020年3月30日 - | 月曜 22:00 - 22:57 ↓ 月曜 21:00 - 22:00 ↓ 月曜 20:00 - 21:00 ↓ 月曜 19:00 - 21:00 | 同時ネット |
| 山梨県         | テレビ山梨（UTY）         | TBS系列 | 2020年3月30日 - | 月曜 22:00 - 22:57 ↓ 月曜 21:00 - 22:00 ↓ 月曜 20:00 - 21:00 ↓ 月曜 19:00 - 21:00 | 同時ネット |
| 長野県         | 信越放送（SBC）           | TBS系列 | 2020年3月30日 - | 月曜 22:00 - 22:57 ↓ 月曜 21:00 - 22:00 ↓ 月曜 20:00 - 21:00 ↓ 月曜 19:00 - 21:00 | 同時ネット |
| 新潟県         | 新潟放送（BSN）           | TBS系列 | 2020年3月30日 - | 月曜 22:00 - 22:57 ↓ 月曜 21:00 - 22:00 ↓ 月曜 20:00 - 21:00 ↓ 月曜 19:00 - 21:00 | 同時ネット |
| 静岡県         | 静岡放送（SBS）           | TBS系列 | 2020年3月30日 - | 月曜 22:00 - 22:57 ↓ 月曜 21:00 - 22:00 ↓ 月曜 20:00 - 21:00 ↓ 月曜 19:00 - 21:00 | 同時ネット |
| 富山県         | チューリップテレビ（TUT） | TBS系列 | 2020年3月30日 - | 月曜 22:00 - 22:57 ↓ 月曜 21:00 - 22:00 ↓ 月曜 20:00 - 21:00 ↓ 月曜 19:00 - 21:00 | 同時ネット |
| 石川県         | 北陸放送（MRO）           | TBS系列 | 2020年3月30日 - | 月曜 22:00 - 22:57 ↓ 月曜 21:00 - 22:00 ↓ 月曜 20:00 - 21:00 ↓ 月曜 19:00 - 21:00 | 同時ネット |
| 中京広域圏     | CBCテレビ（CBC）          | TBS系列 | 2020年3月30日 - | 月曜 22:00 - 22:57 ↓ 月曜 21:00 - 22:00 ↓ 月曜 20:00 - 21:00 ↓ 月曜 19:00 - 21:00 | 同時ネット |
| 近畿広域圏     | 毎日放送（MBS）           | TBS系列 | 2020年3月30日 - | 月曜 22:00 - 22:57 ↓ 月曜 21:00 - 22:00 ↓ 月曜 20:00 - 21:00 ↓ 月曜 19:00 - 21:00 | 同時ネット |
| 鳥取県・島根県 | 山陰放送（BSS）           | TBS系列 | 2020年3月30日 - | 月曜 22:00 - 22:57 ↓ 月曜 21:00 - 22:00 ↓ 月曜 20:00 - 21:00 ↓ 月曜 19:00 - 21:00 | 同時ネット |
| 岡山県・香川県 | RSK山陽放送（RSK）        | TBS系列 | 2020年3月30日 - | 月曜 22:00 - 22:57 ↓ 月曜 21:00 - 22:00 ↓ 月曜 20:00 - 21:00 ↓ 月曜 19:00 - 21:00 | 同時ネット |
| 広島県         | 中国放送（RCC）           | TBS系列 | 2020年3月30日 - | 月曜 22:00 - 22:57 ↓ 月曜 21:00 - 22:00 ↓ 月曜 20:00 - 21:00 ↓ 月曜 19:00 - 21:00 | 同時ネット |
| 山口県         | テレビ山口（tys）         | TBS系列 | 2020年3月30日 - | 月曜 22:00 - 22:57 ↓ 月曜 21:00 - 22:00 ↓ 月曜 20:00 - 21:00 ↓ 月曜 19:00 - 21:00 | 同時ネット |
| 愛媛県         | あいテレビ（itv）         | TBS系列 | 2020年3月30日 - | 月曜 22:00 - 22:57 ↓ 月曜 21:00 - 22:00 ↓ 月曜 20:00 - 21:00 ↓ 月曜 19:00 - 21:00 | 同時ネット |
| 高知県         | テレビ高知（KUTV）        | TBS系列 | 2020年3月30日 - | 月曜 22:00 - 22:57 ↓ 月曜 21:00 - 22:00 ↓ 月曜 20:00 - 21:00 ↓ 月曜 19:00 - 21:00 | 同時ネット |
| 福岡県         | RKB毎日放送（RKB）        | TBS系列 | 2020年3月30日 - | 月曜 22:00 - 22:57 ↓ 月曜 21:00 - 22:00 ↓ 月曜 20:00 - 21:00 ↓ 月曜 19:00 - 21:00 | 同時ネット |
| 長崎県         | 長崎放送（NBC）           | TBS系列 | 2020年3月30日 - | 月曜 22:00 - 22:57 ↓ 月曜 21:00 - 22:00 ↓ 月曜 20:00 - 21:00 ↓ 月曜 19:00 - 21:00 | 同時ネット |
| 大分県         | 大分放送（OBS）           | TBS系列 | 2020年3月30日 - | 月曜 22:00 - 22:57 ↓ 月曜 21:00 - 22:00 ↓ 月曜 20:00 - 21:00 ↓ 月曜 19:00 - 21:00 | 同時ネット |
| 熊本県         | 熊本放送（RKK）           | TBS系列 | 2020年3月30日 - | 月曜 22:00 - 22:57 ↓ 月曜 21:00 - 22:00 ↓ 月曜 20:00 - 21:00 ↓ 月曜 19:00 - 21:00 | 同時ネット |
| 宮崎県         | 宮崎放送（MRT）           | TBS系列 | 2020年3月30日 - | 月曜 22:00 - 22:57 ↓ 月曜 21:00 - 22:00 ↓ 月曜 20:00 - 21:00 ↓ 月曜 19:00 - 21:00 | 同時ネット |
| 鹿児島県       | 南日本放送（MBC）         | TBS系列 | 2020年3月30日 - | 月曜 22:00 - 22:57 ↓ 月曜 21:00 - 22:00 ↓ 月曜 20:00 - 21:00 ↓ 月曜 19:00 - 21:00 | 同時ネット |
| 沖縄県         | 琉球放送（RBC）           | TBS系列 | 2020年3月30日 - | 月曜 22:00 - 22:57 ↓ 月曜 21:00 - 22:00 ↓ 月曜 20:00 - 21:00 ↓ 月曜 19:00 - 21:00 | 同時ネット |

## スタッフ

### CDTVサタデー（2021年3月14日以降）
- 声の出演：菊池正美、石川寛美、伊東楓
- 構成：中野俊成 / ひぐちひろき (樋口弘樹)、加藤智久、いまぷくけんじ (今福賢二)、佐藤雄介、羽柴拓 / 野村正浩
- TM：山下直
- TD：山根卓也、小笠原朋樹
- カメラ：遠藤貴史
- 音声：浜崎健
- 照明：中川清志
- VE：鈴木昭平
- PA：花田淳史
- 美術プロデューサー・美術デザイナー：木村真梨子（以前は美術デザイナー → 一時離脱）
- 美術デザイナー：大三島弘女
- 美術制作：桂誉和、三枝善治郎
- CG：佐藤康弘（イメージプレゼンテーション）
- CGプロデューサー：三嶋さつき
- CGデザイナー：古畑徹
- 編集：綱代和也、大内義晴
- MA：泉野翔洋
- 音効：大内藤夫
- TK：生川友美
- デスク：小川伸子（一時離脱 → 復帰）
- 技術協力：東通（一時離脱 → 復帰）、TBSテックス、ティエルシー、エヌ・エス・ティー、TAMCO、ラ・ルーチェ、テクト、AVC
- 協力：ORICON、JapanBillboard
- 番宣：松村紗仁子
- 編成：佐藤美紀
- AD：桑原大智、久米慶一郎、柏原遥、渡辺沙織、木ノ本真菜、松井邑実
- 制作進行：大野道子
- ディレクター：小野塚英明・池田千春（共に以前は演出 → 一時離脱）
- 演出：橘信吾、早川康弘、渡辺晴香、土屋佳弘、米澤孝祐、江口聡昭（早川・土屋・江口→以前はディレクター）
- 担当プロデューサー：吉橋隆雄（以前はMP）、志賀大士（以前はプロデューサー）、井上整、安永洋平 / 落合芳行
- プロデューサー：高宮望（以前はプロデューサー → 担当P）
- 総合演出：竹永典弘
- チーフプロデューサー：大木真太郎（以前はディレクター → プロデューサー → CP → プロデューサー → EP → 一時離脱）
- 制作：TBSテレビコンテンツ制作局バラエティ制作一部
- 製作著作：TBS

#### 過去のスタッフ
- 声の出演：根本圭子、高田由美、堀井美香、木村郁美、海保知里
- 構成：村山由紀子、谷岡千江里
- TD：箸透、坂口司、藤田栄治、飯島雅宏、杉田謙二、河野志朗、小林敏之、中野啓
- VE：関昭一、藤本剛、八木真、高松央、高橋康弘、山田賢司、瀬戸博之、形山晋治、木野内洋
- カメラ：河野志朗、坂口司、小林敏之、井原公二、廣田雅之
- 照明：中川剛、植田泰昌、田中浩征、高橋章、近藤正人、原昇、杉本三智夫、渋谷康治
- 音声：柳澤任広、石堂遼子、山田健吾、池田千廣、森和哉、立花成樹、倉本紀彦、松岡武男、平井郁雄、小澤義春、高場英文
- 美術プロデューサー：和田一郎、池田全、金子俊彦、西條実、中江大志
- 美術デザイナー → 美術プロデューサー：中西忠司
- 美術デザイナー：石井エリザベス玲子、谷佳奈恵、中村嘉邦、桝本瑠璃、橘野永、藤井豊、太田卓志、石井健将、三須明子、山口智広、アズマリツ、高松浩則、西條実、宇野宏美、金子靖明、郭洙延、寒友哉、齋藤傑
- 美術制作：小栗綾介、若松真夢、鈴木浩二、佐藤隆男、与田滋、長谷川隆之
- 装置：谷平真二、尾高義信、小杉正裕、相良比佐夫、中尾了輔
- 電飾：岩田夕奈、本田英喜、伊吹英之
- 楽器：矢野幹夫、小室洋平
- CGプロデューサー：松原貴明
- CGデザイナー：團野慎太郎
- 編集：赤間智佳子、宮原茂太、榊原裕記、山本雅英、沢川淳、浦邉(辺)啓、大江剛史、佐藤淳一
- MA：小田嶋洋、並木丈治
- 音響効果：芹澤夕香子、永瀬由香利、高山浩美、黒田亜紀子、三澤恵美子
- TK：岩橋千枝、高橋利恵子、長谷川道子
- 技術協力：サンライズアート
- 協力：第一興商、全国有線音楽放送協会、レコード特信出版社、FMP 日本音楽制作者連盟、日本音楽事業者協会、レコチョク
- 編成：小玉滋彦、時松隆吉、片山剛、辻有一、中島啓介、加藤丈博
- 番宣：眞鍋武、塩川篤史、田中瑞穂、鈴木慎治（以前はAP → プロデューサー → AP）
- マネージメントプロデューサー：小谷和彦、木田将也、西川永哲、古谷英一（以前はディレクター → 一時離脱）、樋江井彰敏
- アソシエイトプロデューサー：市原博行（以前はディレクター）
- AP：長内信博
- メディアプロデューサー：安江圭
- スーパーバイザー：玉井貴代志
- デスク：織茂由起子
- AD：木村美穂、熊倉哲央、宮川誠士、松尾智和、鈴木伸明、佐藤優、吉澤歩、青木俊司、山田大輝、今井志帆
- ディレクター：イトウヒデト（伊藤秀人）、宮尾益実、柳崎芳夫、吉田裕二、安田淳、利根川展、津留正明、帯純也、千野晴己、近藤大輔、梶浦裕人 / 柴田猛司、高野正範
- ディレクター/演出：伊藤大基
- 演出：梶浦裕人、前澤位江、古賀輝彦、八重垣諭
- プロデューサー：石橋孝之 / 世良田光（以前は演出）
- チーフプロデューサー：阿部龍二郎・中鉢功（共に以前はプロデューサー）
- 制作：石川眞実（初期）、大崎幹（以前はプロデューサー）
- 制作協力：TBS-V
- 制作：TBSエンタテインメント（2000年4月 - 2004年9月）→TBSテレビ（2004年10月 - ）

### CDTVライブ!ライブ!
- 総合演出：竹永典弘（TBSテレビ、2021年10月4日 - 、以前は2020年3月30日 - 2021年6月28日までは総合演出→2021年7月5日 - 同年9月13日まではチーフプロデューサー）
- ナレーター：下野紘【毎週】 / 大野恵里佳【不定期】
- 構成：中野俊成・ひぐちひろき、加藤智久、いまぷくけんじ、佐藤雄介、羽柴拓・野村正浩
- TM：中村全希・中野啓（共にTBSテレビ）【週替り】
- TP：松田栄二、中川清志（松田→以前はPM、中川→照明兼務の回あり）
- TD：間島啓輔【週替り】
- TD/SW：中里子、鈴木貴雄【週替り、回によって異なる】
- SW：中村年正、江浦友樹【週替り】
- VE：下斗米孝仁、河本崇、久保澤知史、熊谷雄太【週替り】
- カメラ：遠藤貴史、山口航、鈴木菜奈【週替り】
- 音声：清宮拓、松浦絵理、見上純一【週替り】
- PA：吉崎百華、笠木駿、花田淳史、内藤甲斐、小暮倫見【週替り】
- 照明：中田学、松田峻、根岸朋之、榎本翔悟【週替り】
- ムービング：宮﨑佳苗、横田須菜、栗林勇太、内田美緒奈【週替り】
- 音響効果：加藤博紀、後藤俊輔【毎週】、中條賢【不定期】
- プロンブター：田中晶子
- 美術プロデューサー/美術ディレクター：桂誉和（以前は美術制作）
- 美術デザイナー：西出衣織、勝藤俊則、大三島弘女、柳瀬夏海、古賀福太郎、松沢光祐、田路健斗（勝藤→以前は美術制作）【週替り】
- 美術ディレクター：杉山智之、捧里彩子、三枝善治郎、栗原良太、小室芽生（三枝→以前は美術制作）【週替り】
- 大道具装置：谷平真二、遠藤利彦【週替り】
- 大道具操作：佐藤謙紫朗、今井凪、砂川祐馬、金子拳人、石川椋太【週替り】
- 電飾：岩瀬葵、宇都山玲、吉田詩織、住義仁、吉本藍、渡辺竜明、高橋麻(咲)衣【週替り】
- LEDモニター：島袋英士、長嶋健司（共に以前は電飾）【週替り】
- レーザー：本田祐介、川畑菜海、太田愛子、森沙弥香、島田朝実、八木史絵、天野妃鞠【週替り】
- アクリル装飾：森美男、山田彩月、井上恵介、内田さくら【週替り】
- 花装飾：東田佳世【週替り】
- 植木装飾：儀同博子、藤田国康【週替り】
- 幕装飾：北川豊子【週替り】
- バルーン装飾：波多野典子【週替り】
- 装飾：田村健治【週替り】
- 特殊効果：星野達哉、池部れみ、尾形雄司、木原大輔【週替り】
- 特殊装置：高橋出、黒野堅太郎、佐久間康仁【週替り】
- 楽器：野村太陽、高井啓光【週替り】
- ヘアメイク：小川瑛未、久木田梨花、田中智子、馬場景子、川原悠希、久米千秋【週替り】
- テロップ：望月貴仁、中山龍司【週替り】
- VFE：佐藤洋子、森本佳史、久保翔子、花輪誠司、中村理央、平野あずさ【週替り】
- CGプロデューサー：岩屋朝仁
- CGデザイナー：岡田豊
- 編集：田口勇馬
- MA：泉野翔洋、並木丈治【週替り】
- 公開：松元裕二、大島駿
- ホームページ：山内慈照、柳澤絵里子【週替り】
- 編成：小島健之（TBSテレビ）
- 番宣：松村紗仁子（TBSテレビ）
- データ放送：志村宗隆
- 配信：杉山英里（TBSテレビ）
- TK：長谷川道子、生川友美【週替り】
- デスク：小川伸子
- 技術協力：TBS ACT、AVC、MTPLANNING
- CG協力：The King Maker
- 制作協力：ファルコン、ボトム、クラリシオン、シークマン、山口社
- AD：柏原遥、服部紗希、上村理紗、松井邑実、庄司未蘭、會澤亮、南朱里、本田栞音、山田彩詠、高(髙)橋亜美、米澤幸祐、根本美優、相澤ひかる、吉澤佳慧、吉田幸弘、山本明香里、高橋ひなた、早瀬紗奈、川畑愛心、志谷茉穂、吉田聖羽、青山創紀、畑果恵、神保光里、山本ひな、田崎萌未、飯島菜水、小谷真梨衣、岸望咲、上原珠莉、関口龍輝、谷口夕奈、横田琉夏、三浦秀輝、岩井ひらる【週替り】
- 制作進行：大野道子、木ノ本真菜、岩澤恋、﨑山結衣（岩澤・﨑山→以前はAD）
- AP：遠藤英里、金子美樹、大曲夏奈子、山縣奈緒・サード吉田、長内信博
- 中継プロデューサー：山口雄太（山口社）
- ディレクター：北村太洋、相馬光臣、伊藤大基、早川康弘、池田千春、橋本詳吾、土屋佳弘、古賀輝彦、渡辺晴香、橘信吾、貝瀬友里、久米慶一郎、桑原大智（北村・相馬・久米・桑原→以前はAD）
- 舞台監督：松木秀祐、渡辺沙織、遠藤海斗（松木→以前はAD、渡辺・遠藤→以前は週替りAD）【週替り1名、共に毎週ディレクター】
- 歌演出：小野塚英明
- 演出：赤阪千明・池田絢太（TBSテレビ）、伊藤秀人、伊藤大輔、米澤孝祐【週替り1名、共に毎週ディレクター】
- プロデューサー：寺田裕樹・吉橋隆雄・志賀大士（全員TBSテレビ、寺田→2024年7月1日 - 、吉橋・志賀→以前は担当プロデューサー）
- 制作プロデューサー：大木真太郎・髙宮望（共にTBSテレビ、大木→2021年7月5日 - 、以前は2020年3月30日 - 同年9月21日まではエグゼクティブプロデューサー→同年10月5日 - 2021年6月28日まではチーフプロデューサー、髙宮→2024年7月1日 - 、以前は2020年3月30日 - 2024年6月24日まではプロデューサー）
- 制作：TBSテレビコンテンツ制作局バラエティ制作一部
- 製作著作：TBS

#### 過去のスタッフ
- ナレーター：石川寛美、菊池正美
- TM：山下直・鈴木博之・森和哉・五藤寛丈（全員TBSテレビ）
- TD：端坂嘉寛、小笠原朋樹
- TD/SW：山根卓也
- VE：鈴木昭平（TBSテレビ）、木野内洋、池田麻鈴
- カメラ：北澤豪
- 音声：池田千廣、浜崎健
- PA：葉桐慶次、鈴木紀浩
- ムービング：宮澤朗、高野海勇
- 美術プロデューサー：中西忠司（TBSテレビ）
- 美術プロデューサー・美術デザイナー：木村真梨子（TBSテレビ）
- 美術デザイナー：村山柚香
- 美術ディレクター：宮本さつき
- 大道具操作：小野寺浩
- 造形：田染友秀
- 楽器：小室洋平
- CGプロデューサー：三嶋さつき、古畑徹
- CGデザイナー：前川貢、大宮司徳盛
- CG：八木真一郎、坂田昌也、青木貴則（八木→以前はCGプロデューサー）
- カラリスト：工藤泰士
- 公開︰橋本祐太
- ホームページ：松浦侃太郎
- 編成：加藤丈博・川島優子・佐藤美紀・広瀬泰斗（TBSテレビ）
- 番宣：眞鍋武（TBSテレビ）
- 宣伝：山岸信良・小林恵美子・竹井英俊（TBSテレビ）
- 配信：塩川篤史・川元崇史（TBSテレビ）
- 技術協力：RBC
- AD：飯田悠太郎（TBSテレビ）
- AP：森田睦美、松原元美
- ディレクター：江口聡昭、丸尾奈緒美
- ディレクター・舞台監督：八重垣諭
- ディレクター・演出：深谷俊介・伊藤雄介・須藤有加（全員TBSテレビ）
- 担当プロデューサー：井上整・安永洋平（共にTBSテレビ） / 落合芳行（TBSテレビ）
- プロデューサー：伊藤隆大（TBSテレビ、2024年7月1日 - 2025年6月30日まで）

## 関連番組

### CDTV-Neo
2000年10月6日から2002年9月27日まで土曜未明（金曜深夜）に放送されていた番組。YOU THE ROCK★が街を歩きながら行き交う素人にCDTVの過去のランキングを見せつつ思い出の音楽を教えてもらうロケコーナー、数週完結型で1組のアーティストが出演するバラエティコーナー、ベッキーがアーティストの元を訪れて一緒にバラエティ企画を行うコーナーの3本立て。当初TBSのみの放送だったが、後期はCBCにもネットされた。
レギュラー出演者及びコーナー名
- ベッキー：「ベッキーの赤い部屋」「ジャック&ベッキー」
- YOU THE ROCK★：「YOU THE ROCK★の握り拳」
- ZONE
- ソニン

#### オープニングテーマ
- 「LOVE JUNKIE」布袋寅泰（2000年10月度）
- 「TSUBASA」Λucifer（2000年11月度）
- 「Be With You」Keno（2001年2月度）
- 「Right Riot」AIR
- 「大爆発 NO.1」ZONE
- 「TIGHTROPE」TETSU69（2001年8月度）
- 「DNA」晶（2001年9月度）
- 「sun-burst」Dutch Training（2001年10月度）
- 「オレンジ」savage genius
- 「ROCK IT NOW!」Hermann H.&The Pacemakers（2002年4月度）
- 「FUTURE BREEZE」move
- 「風」flower（2002年9月度）

#### エンディングテーマ
- 「1つだけ」Ann
- 「Melody」the FIELD OF VIEW（2002年6-7月度）
- 「OVER」東龍太郎（2002年9月度）

### U-CDTV
2002年10月4日から2004年まで土曜未明（金曜深夜）の関東ローカルで放送されていた、事実上『CDTV-Neo』の後身となる番組。「U-CDTV」の「U」はアンダーを示す。基本番組は関東ローカルだがこちらは中部日本放送（現：CBCテレビ）でも放送された。当初の構成は『CDTV-Neo』を引き継ぐものの、後にベッキーのコーナーが公開収録のライブコーナーになったり、2003年10月頃から当時の若手お笑い芸人がネタを披露する「O-CDTV」などのテコ入れが行われた。
レギュラー出演者
- ベッキー
- YOU THE ROCK★

#### オープニングテーマ
- 「Nobody Knows」ZZ（2004年4月度）

#### エンディングテーマ
- 「Sanctuary」Wish*（2002年10・11月度）

### CDTVゴールド
2002年6月1日から7月13日まで、前番組『筋肉番付』の収録中に起きた負傷事故による打ち切り（事実上の一時中断）に伴ってつなぎ番組として土曜日の19:00 - 19:56にテレビ山口を除くTBS系列局全局にて放送された。『COUNT DOWN100』終了以来のゴールデン凱旋となった。内容は100位までのランキング（51位以下もランク変動マーク付き）と過去のレギュラー放送でのスタジオライブ映像などを放送するという内容だったが、肝心の視聴率が振るわず、9月を待たずに僅か約1か月で打ち切りになった。その後は『ザ!激闘!大家族!!』を編成して10月改編まで凌いだ後、『体育王国』と改題した上で『筋肉番付シリーズ』を再開させている。なお、『CDTVゴールド』放送中はその5時間後に始まるレギュラー放送ではベスト30までの発表となっていた。どちらもランキングに相違はなかったが、ランキングVTRはゴールドと通常版で若干違いがあった。

### CDTVリピート!
1996年4月にスタートした『王様のブランチ』の第2部（地上波では一部地域のみ、当時はBS-i〈現：BS-TBS〉でも放送していた）のコーナーとして、2004年9月まで13時半頃より放送し、1週前のレギュラー番組で放送された内容からゲストライブを除いた再放送が行われていた。開始当初はTOP10の紹介時間がレギュラー放送と比較して非常に長く、TOP40全曲が長い週もあったが、半年後のランキングTOP50拡大に伴って終了した。その後も不定期にTOP3が長く紹介されていた。レギュラー放送が休止の週でも放送され、この際は特集はアルバム全曲紹介のみ、ランキングVTRがすべてPVとなるなど構成が異なっていた。末期のランキング発表はTOP100全曲紹介がある週を除き30位からとなった。

### 火曜ドラマ
君の花になるの第8話が、8LOOMがCDTVライブ!ライブ!で「Forever or Never」を披露するシーンから始まる。また、夕暮れに、手をつなぐの第9話に、劇中ユニットのビートパーミニットがCDTVライブ!ライブ!て「きっと泣く」を披露しているのをテレビで広瀬すず演じる浅葱空豆がみているシーンが出てくる。

## CDアルバム
- CDTV ARTIST AUDITION 2004!（2005年3月23日、ユニバーサル シグマ、UPCI-1020）

CDTV主催の新人オーディションで、最終審査を通過したツワモノ・アーティスト7組の楽曲を収録したコンピレーションアルバム。

収録曲
1. 背中 / ハルネロ
2. 7777 / CooDoo's
3. いいかい / スナッフロール
4. 君が笑えるように / Brown Sugar
5. Rain Song / SpankPage
6. 不用品 / 望月翠
7. sunny place / Organix

- CDTV No.1 HITS （2009年12月23日、エイベックス・マーケティング）

CDTV放送15周年を記念して、1994年から2008年の1位獲得曲をテーマごとに収録したコンピレーションアルバムで、4枚同時発売。
- 〜コイウタ〜（AVCD23974）

1. glitter／浜崎あゆみ
2. KNOCKIN' ON YOUR DOOR／L⇔R
3. LOVE LOVE LOVE／DREAMS COME TRUE
4. そばかす／JUDY AND MARY
5. ESCAPE／MOON CHILD
6. White Love／SPEED
7. White Silent Night／SHAZNA
8. FOREVER YOURS／Every Little Thing
9. sweet heart／globe
10. DO THE MOTION／BoA
11. 夢のうた／倖田來未
12. PEACH／大塚愛
13. Beautiful you／東方神起

- 〜ナキウタ〜（AVCD23975）

1. BRAND NEW TOMORROW／TRF
2. DEPARTURES／globe
3. END OF SORROW／LUNA SEA
4. Another Orion／藤井フミヤ
5. PRIDE／今井美樹
6. For the moment／Every Little Thing
7. my graduation／SPEED
8. 長い間／Kiroro
9. プラネタリウム／大塚愛
10. you／倖田來未
11. どうして君を好きになってしまったんだろう?／東方神起
12. Voyage／浜崎あゆみ

- 〜アゲウタ〜（AVCD23976）

1. TOMORROW／岡本真夜
2. FACE／globe
3. Give me a Shake／MAX
4. WHITE BREATH／T.M.Revolution
5. STORM／LUNA SEA
6. ラストチャンス／Something ELse
7. BE TOGETHER／鈴木あみ
8. MIRAGE／AAA
9. LOVEマシーン／モーニング娘。
10. Mickey／Gorie with Jasmine&Joann
11. SMILY／大塚愛
12. FREAKY／倖田來未
13. 呪文-MIROTIC-／東方神起
14. Boys & Girls／浜崎あゆみ

- 〜トモウタ〜（AVCD23977）

1. evolution／浜崎あゆみ
2. WOW WAR TONIGHT 〜時には起こせよムーヴメント／H Jungle With t
3. YOU ARE THE ONE／TK PRESENTS
4. Face the change／Every Little Thing
5. SHINE／LUNA SEA
6. There will be love there 〜愛のある場所〜／the brilliant green
7. wanna Be A Dreammaker／globe
8. すべてへ／19
9. be alive／小柳ゆき
10. I WISH／モーニング娘。
11. 明日があるさ／Re:Japan
12. ミニモニ。テレフォン!リンリンリン／ミニモニ。
13. 全てが僕の力になる!／くず
14. Purple Line／東方神起

## DVD
- CDTVスーパーリクエストDVD（ゲストライブ映像、出演時のコメント等収録）
  - ゆず - 2017年1月25日、DQB-72、スペースシャワーネットワーク
  - TRF - 2017年2月22日、AVBD-92453、エイベックス・ミュージック・クリエイティヴ
  - Every Little Thing - 2017年3月22日、AVBD-92422、エイベックス・ミュージック・クリエイティヴ

## イベント
2021年より、『CDTV!ライブ!ライブ』の音楽イベントが開催されている。2021年から2023年は『CDTVライブ!ライブ!フェスティバル!』、2024年は『CDTVライブ!ライブ!大感謝祭』、2025年は『CDTVライブ!ライブ!春の大感謝祭』とのタイトルで開催。

### 開催データ
| 回 | 開催年 | 開催日         | 公演タイトル                          | 会場                 |
| -- | ------ | -------------- | ------------------------------------- | -------------------- |
| 1  | 2021年 | 9月19日・20日  | CDTVライブ!ライブ!フェスティバル!2021 | 東京ガーデンシアター |
| 2  | 2022年 | 9月17日・18日  | CDTVライブ!ライブ!フェスティバル!2022 | 東京ガーデンシアター |
| 3  | 2023年 | 9月16日 - 18日 | CDTVライブ!ライブ!フェスティバル!2023 | 東京ガーデンシアター |
| 4  | 2024年 | 9月14日 - 16日 | CDTVライブ!ライブ!大感謝祭2024        | 東京ガーデンシアター |
| 5  | 2025年 | 3月8日・9日    | CDTVライブ!ライブ!春の大感謝祭2025    | Kアリーナ横浜        |

### CDTVライブ!ライブ!フェスティバル!2021
| 開催日  | 出演者                          |
| ------- | ------------------------------- |
| 9月19日 | GENERATIONS from EXILE TRIBE    |
| 9月19日 | BALLISTIK BOYZ from EXILE TRIBE |
| 9月19日 | DEEP SQUAD                      |
| 9月19日 | iScream                         |
| 9月20日 | EXILE                           |
| 9月20日 | FANTASTICS from EXILE TRIBE     |
| 9月20日 | DOBERMAN INFINITY               |
| 9月20日 | PSYCHIC FEVER                   |

出典

### CDTVライブ!ライブ!フェスティバル!2022
| 曲順 | 出演者                              | 楽曲                                      |
| ---- | ----------------------------------- | ----------------------------------------- |
| 1    | Liella!                             | Shooting Voice!!                          |
| 2    | Liella!                             | だから僕らは鳴らすんだ!                   |
| 3    | Liella!                             | 私のSymphony                              |
| 4    | Liella!                             | 始まりは君の空                            |
| 5    | Liella!                             | ノンフィクション!!                        |
| 6    | Liella!                             | Day1                                      |
| 7    | Liella!                             | START!! True dreams                       |
| 8    | アイカツ!                           | アイカツ☆ステップ!                        |
| 9    | アイカツ!                           | スタートライン!                           |
| 10   | アイカツ!                           | Jewel Star Friendship☆                    |
| 11   | アイカツ!                           | episode Solo                              |
| 12   | アイカツ!                           | LOVE GAME                                 |
| 13   | アイカツ!                           | POPCORN DREAMING♪                         |
| 14   | アイカツ!                           | ラン・ラン・ドゥ・ラン・ラン!〜NEXT LAP〜 |
| 15   | アイドルマスター シャイニーカラーズ | ビーチブレイバー                          |
| 16   | アイドルマスター シャイニーカラーズ | 太陽キッス                                |
| 17   | アイドルマスター シャイニーカラーズ | クライマックスアイランド                  |
| 18   | アイドルマスター シャイニーカラーズ | よりみちサンセット                        |
| 19   | アイドルマスター シャイニーカラーズ | いつだって僕らは                          |
| 20   | アイドルマスター シャイニーカラーズ | 僕らだけの未来の空                        |
| 21   | アイドルマスター シャイニーカラーズ | 今しかない瞬間を                          |
| 22   | アイドルマスター シャイニーカラーズ | 相合学舎                                  |

| 曲順 | 出演者     | 楽曲                     |
| ---- | ---------- | ------------------------ |
| 1    | GENIC      | SUN COMES UP             |
| 2    | GENIC      | Aventure                 |
| 3    | GENIC      | FUTURES                  |
| 4    | GENIC      | 夏恋                     |
| 5    | GENIC      | MOONLIGHT                |
| 6    | GENIC      | Shaky Shaky              |
| 7    | GENIC      | TALK                     |
| 8    | GENIC      | ジリジリSUMMER           |
| 9    | FANTASTICS | Summer Bike              |
| 10   | FANTASTICS | Drive Me Crazy           |
| 11   | FANTASTICS | Tumbling Dice            |
| 12   | FANTASTICS | Overflow                 |
| 13   | FANTASTICS | サンタモニカ・ロリポップ |
| 14   | FANTASTICS | Escape                   |
| 15   | FANTASTICS | Turn to You              |
| 16   | FANTASTICS | 7Floors                  |
| 17   | FANTASTICS | CANNONBALL               |
| 18   | FANTASTICS | Keep On Move             |
| 19   | FANTASTICS | OVER DRIVE               |
| 20   | Da-iCE     | CITRUS                   |
| 21   | Da-iCE     | BACK TO BACK             |
| 22   | Da-iCE     | SWITCH                   |
| 23   | Da-iCE     | Chocolate Sympathy       |
| 24   | Da-iCE     | FAKE ME FAKE ME OUT      |
| 25   | Da-iCE     | amp                      |
| 26   | Da-iCE     | Sweet Day                |
| 27   | Da-iCE     | Promise                  |
| 28   | Da-iCE     | DREAMIN' ON              |
| 29   | Da-iCE     | Clap and Clap            |
| 30   | Da-iCE     | スターマイン             |
| 31   | Da-iCE     | Kartell                  |

出典

### CDTVライブ!ライブ!フェスティバル!2023
| 曲順 | 出演者  | 楽曲                         |
| ---- | ------- | ---------------------------- |
| 1    | =LOVE   | あの子コンプレックス         |
| 2    | =LOVE   | 手遅れcaution                |
| 3    | =LOVE   | いらない ツインテール        |
| 4    | =LOVE   | Oh!Darling                   |
| 5    | =LOVE   | ヒロインズ                   |
| 6    | =LOVE   | Want you! Want you!          |
| 7    | =LOVE   | 夏祭り恋慕う                 |
| 8    | =LOVE   | ナツマトペ                   |
| 9    | =LOVE   | この空がトリガー             |
| 10   | =LOVE   | 青春“サブリミナル”           |
| 11   | =LOVE   | =LOVE                        |
| 12   | AKB48   | 言い訳Maybe                  |
| 13   | AKB48   | 真夏のSounds good !          |
| 14   | AKB48   | 誰のことを一番 愛してる?     |
| 15   | AKB48   | 根も葉もRumor                |
| 16   | AKB48   | フライングゲット             |
| 17   | AKB48   | 涙サプライズ!                |
| 18   | AKB48   | スカート、ひらり             |
| 19   | AKB48   | アイドルなんかじゃなかったら |
| 20   | AKB48   | 大声ダイヤモンド             |
| 21   | AKB48   | ファースト・ラビット         |
| 22   | AKB48   | Only today                   |
| 23   | AKB48   | Everyday、カチューシャ       |
| 24   | AKB48   | 10年桜                       |
| 25   | ≠ME     | 天使は何処へ                 |
| 26   | ≠ME     | 想わせぶりっこ               |
| 27   | ≠ME     | 「君の音だったんだ」         |
| 28   | ≠ME     | 秘密インシデント             |
| 29   | ≠ME     | てゆーか、みるてんって何?    |
| 30   | ≠ME     | す、好きじゃない!            |
| 31   | ≠ME     | はにかみショート             |
| 32   | ≠ME     | まほろばアスタリスク         |
| 33   | ≠ME     | ≠ME                          |
| 34   | 上記3組 | ズルいよ ズルいね            |
| 35   | 上記3組 | 恋するフォーチュンクッキー   |

| 曲順 | 出演者  | 楽曲                                          |
| ---- | ------- | --------------------------------------------- |
| 1    | INI     | DROP                                          |
| 2    | INI     | Cardio                                        |
| 3    | INI     | BOMBARDA                                      |
| 4    | INI     | My Story                                      |
| 5    | INI     | Mirror                                        |
| 6    | INI     | KILLING PART                                  |
| 7    | INI     | BAD BOYZ                                      |
| 8    | INI     | FANFARE                                       |
| 9    | ENHYPEN | Bite Me [Japanese Ver.]                       |
| 10   | ENHYPEN | Future Perfect (Pass the MIC) [Japanese Ver.] |
| 11   | ENHYPEN | ParadoXXX Invasion                            |
| 12   | ENHYPEN | Always                                        |
| 13   | ENHYPEN | BLOSSOM                                       |
| 14   | ENHYPEN | Sacrifice (Eat Me Up)                         |
| 15   | ENHYPEN | CRIMINAL LOVE                                 |
| 16   | ENHYPEN | Karma                                         |
| 17   | DXTEEN  | Dive                                          |
| 18   | DXTEEN  | Unlimit                                       |
| 19   | DXTEEN  | Brand New Day                                 |
| 20   | DXTEEN  | Come Over                                     |
| 21   | DXTEEN  | First Flight                                  |

| 曲順 | 出演者 | 楽曲                   |
| ---- | ------ | ---------------------- |
| 1    | JO1    | La Pa Pa Pam           |
| 2    | JO1    | Rose                   |
| 3    | JO1    | Trigger                |
| 4    | JO1    | Venus                  |
| 5    | JO1    | Phobia                 |
| 6    | JO1    | Gradation              |
| 7    | JO1    | RadioVision            |
| 8    | JO1    | SuperCali              |
| 9    | JO1    | YOLO-konde             |
| 10   | JO1    | NEWSmile               |
| 11   | JO1    | Dreaming Night         |
| 12   | MAZZEL | Vivid                  |
| 13   | MAZZEL | CAME TO DANCE          |
| 14   | MAZZEL | LIGHTNING              |
| 15   | MAZZEL | MISSION                |
| 16   | M!LK   | 恋がはじまる           |
| 17   | M!LK   | Brave Saga             |
| 18   | M!LK   | topaz                  |
| 19   | M!LK   | Break it down          |
| 20   | M!LK   | シアワシェイク         |
| 21   | M!LK   | テレパシー             |
| 22   | M!LK   | 奇跡が空に恋を響かせた |
| 23   | M!LK   | テルネロファイター     |

出典

### CDTVライブ!ライブ!大感謝祭2024
| 曲順 | 出演者        | 楽曲                                          |
| ---- | ------------- | --------------------------------------------- |
| 1    | NiziU         | Take a picture                                |
| 2    | FANTASTICS    | PANORAMA JET                                  |
| 3    | FRUITS ZIPPER | ぴゅあいんざわーるど                          |
| 4    | Da-iCE        | DREAMIN' ON                                   |
| 5    | FANTASTICS    | SPLASH                                        |
| 6    | NiziU         | SWEET NONFICTION                              |
| 7    | Da-iCE        | CITRUS                                        |
| 8    | FRUITS ZIPPER | ハピチョコ                                    |
| 9    | FANTASTICS    | 廻廻奇譚                                      |
| 10   | Da-iCE        | スターマイン                                  |
| 11   | NiziU         | RISE UP                                       |
| 12   | FRUITS ZIPPER | NEW KAWAII                                    |
| 13   | FANTASTICS    | Tell Me                                       |
| 14   | Da-iCE        | 夏の日の1993                                  |
| 15   | Da-iCE        | 夏の終りのハーモニー                          |
| 16   | NiziU         | POP!                                          |
| 17   | FRUITS ZIPPER | SWEET MEMORIES                                |
| 18   | FANTASTICS    | ブレイクライン                                |
| 19   | Da-iCE        | I wonder                                      |
| 20   | NiziU         | Make you happy                                |
| 21   | FRUITS ZIPPER | わたしの一番かわいいところ                    |
| 22   | NiziU         | BELIEVE                                       |
| 23   | NiziU         | LOOK AT ME                                    |
| 24   | FANTASTICS    | Drive Me Crazy                                |
| 25   | FANTASTICS    | SUPER DUPER DISCO                             |
| 26   | FRUITS ZIPPER | 超めでたいソング〜こんなに幸せでいいのかな?〜 |
| 27   | FRUITS ZIPPER | NEW KAWAII                                    |
| 28   | Da-iCE        | Clap and Clap                                 |
| 29   | Da-iCE        | Codependency                                  |
| 30   | FRUITS ZIPPER | わたしの一番かわいいところ                    |
| 31   | FANTASTICS    | SUPER DUPER DISCO                             |
| 32   | NiziU         | SWEET NONFICTION                              |
| 33   | Da-iCE        | スターマイン                                  |

| 曲順 | 出演者              | 楽曲                       |
| ---- | ------------------- | -------------------------- |
| 1    | &TEAM               | Dropkick                   |
| 2    | Little Glee Monster | ECHO                       |
| 3    | imase               | Happy Order?               |
| 4    | 超特急              | My Buddy                   |
| 5    | &TEAM               | チンチャおかしい           |
| 6    | 超特急              | 超えてアバンチュール       |
| 7    | Little Glee Monster | いつかこの涙が             |
| 8    | Little Glee Monster | 紅                         |
| 9    | 超特急              | バッタマン                 |
| 10   | Little Glee Monster | 好きだ。                   |
| 11   | &TEAM               | 青嵐 (Aoarashi)            |
| 12   | &TEAM               | Dynamite                   |
| 13   | imase               | Have a nice day            |
| 14   | imase               | Nagisa                     |
| 15   | imase               | NIGHT DANCER               |
| 16   | Little Glee Monster | 世界はあなたに笑いかけてる |
| 17   | &TEAM               | FIREWORK                   |
| 18   | 超特急              | ジュブナイラー             |
| 19   | imase               | ユートピア                 |
| 20   | &TEAM               | 向日葵 (Impritend)         |
| 21   | Little Glee Monster | だから、ひとりじゃない     |
| 22   | 超特急              | Burn!                      |
| 23   | Little Glee Monster | DIVA                       |
| 24   | Little Glee Monster | SAY!!                      |
| 25   | &TEAM               | バズ恋 (BUZZ LOVE)         |
| 26   | &TEAM               | 声変わり                   |
| 27   | 超特急              | Steal a Kiss               |
| 28   | 超特急              | Kiss Me Baby               |
| 29   | imase               | NIGHT DANCER               |
| 30   | &TEAM               | Scent of you               |
| 31   | 超特急              | Burn!                      |
| 32   | Little Glee Monster | Join Us!                   |

| 曲順 | 出演者              | 楽曲                              |
| ---- | ------------------- | --------------------------------- |
| 1    | JO1                 | Test Drive                        |
| 2    | TOMORROW X TOGETHER | 君じゃない誰かの愛し方 (Ring)     |
| 3    | FUNKY MONKEY BΛBY'S | 希望の唄                          |
| 4    | WEST.               | サムシング・ニュー                |
| 5    | FUNKY MONKEY BΛBY'S | ヒーロー                          |
| 6    | TOMORROW X TOGETHER | きっとずっと (Kitto Zutto)        |
| 7    | JO1                 | Trigger                           |
| 8    | WEST.               | まぁいっか!                       |
| 9    | 川崎鷹也            | First Love                        |
| 10   | テヒョン            | ハッピーエンド                    |
| 11   | FUNKY MONKEY BΛBY'S | ちっぽけな勇気                    |
| 12   | WEST.               | 証拠                              |
| 13   | JO1                 | Love seeker                       |
| 14   | TOMORROW X TOGETHER | I'll See You There Tomorrow       |
| 15   | 川崎鷹也            | 魔法の絨毯                        |
| 16   | 川崎鷹也            | 愛の歌                            |
| 17   | JO1                 | WHERE DO WE GO                    |
| 18   | WEST.               | ええじゃないか                    |
| 19   | TOMORROW X TOGETHER | ひとつの誓い (We'll Never Change) |
| 20   | JO1                 | 無限大                            |
| 21   | FUNKY MONKEY BΛBY'S | あとひとつ                        |
| 22   | FUNKY MONKEY BΛBY'S | 悲しみなんて笑い飛ばせ            |
| 23   | WEST.               | YSSB                              |
| 24   | WEST.               | ハート                            |
| 25   | WEST.               | ムーンライト                      |
| 26   | WEST.               | アンジョーヤリーナ                |
| 27   | JO1                 | Love seeker                       |
| 28   | TOMORROW X TOGETHER | きっとずっと (Kitto Zutto)        |
| 29   | 川崎鷹也            | 愛の歌                            |
| 30   | FUNKY MONKEY BΛBY'S | ちっぽけな勇気                    |
| 31   | WEST.               | ええじゃないか                    |

出典

### CDTVライブ!ライブ!春の大感謝祭2025
| 曲順 | 出演者              | 楽曲                                            |
| ---- | ------------------- | ----------------------------------------------- |
| 1    | LE SSERAFIM         | UNFORGIVEN (feat. Nile Rodgers) -Japanese ver.- |
| 2    | Little Glee Monster | Join Us!                                        |
| 3    | FRUITS ZIPPER       | 完璧主義で⭐︎                                    |
| 3    | CANDY TUNE          | 完璧主義で⭐︎                                    |
| 3    | SWEET STEADY        | 完璧主義で⭐︎                                    |
| 3    | CUTIE STREET        | 完璧主義で⭐︎                                    |
| 4    | NEWS                | 希望〜Yell〜                                    |
| 5    | FRUITS ZIPPER       | フルーツバスケット                              |
| 6    | FRUITS ZIPPER       | かがみ                                          |
| 7    | FRUITS ZIPPER       | わたしの一番かわいいところ                      |
| 8    | Little Glee Monster | ECHO                                            |
| 9    | LE SSERAFIM         | ANTIFRAGILE -Japanese ver.-                     |
| 10   | NEWS                | U R not alone                                   |
| 11   | FRUITS ZIPPER       | NEW KAWAII                                      |
| 12   | LE SSERAFIM         | Perfect Night                                   |
| 13   | Little Glee Monster | 好きだ。                                        |
| 14   | NEWS                | weeeek                                          |
| 15   | Little Glee Monster | いつかこの涙が                                  |
| 16   | LE SSERAFIM         | CRAZY -Japanese ver.-                           |
| 17   | CANDY TUNE          | キス・ミー・パティシエ                          |
| 18   | NEWS                | チャンカパーナ                                  |
| 19   | SWEET STEADY        | ぱじゃまぱーてぃー!                             |
| 20   | Little Glee Monster | 世界はあなたに笑いかけている                    |
| 21   | CUTIE STREET        | かわいいだけじゃだめですか?                     |
| 22   | Little Glee Monster | For Decades                                     |
| 23   | KIM CHAEWON         | マリーゴールド                                  |
| 24   | Little Glee Monster | 春を告げる                                      |
| 25   | Little Glee Monster | 勿忘                                            |
| 26   | Little Glee Monster | 春泥棒                                          |
| 27   | Little Glee Monster | ハルノヒ                                        |
| 28   | Little Glee Monster | 旅立ちの日に...                                 |
| 29   | Little Glee Monster | 3月9日                                          |
| 30   | NEWS                | JAPANEWS                                        |
| 31   | NEWS                | 恋のABO                                         |
| 32   | NEWS                | さくらガール                                    |
| 33   | NEWS                | 「生きろ」                                      |
| 34   |                     | さくら                                          |
| 35   | CANDY TUNE          | かわいいだけじゃだめですか?                     |
| 35   | SWEET STEADY        | かわいいだけじゃだめですか?                     |
| 35   | CUTIE STREET        | かわいいだけじゃだめですか?                     |
| 36   | LE SSERAFIM         | CRAZY -Japanese ver.-                           |
| 37   | Little Glee Monster | 世界はあなたに笑いかけている                    |
| 38   | NEWS                | weeeek                                          |

| 曲順 | 出演者      | 楽曲                                      |
| ---- | ----------- | ----------------------------------------- |
| 1    | GENERATIONS | Hard Knock Days                           |
| 2    | DA PUMP     | P.A.R.T.Y. 〜ユニバース・フェスティバル〜 |
| 3    | WEST.       | WEST NIGHT                                |
| 4    | DA PUMP     | ごきげんだぜっ! 〜Nothing But Something〜 |
| 5    | GENARATIONS | AGEHA                                     |
| 6    | WEST.       | ええじゃないか                            |
| 7    | GENARATIONS | チカラノカギリ                            |
| 8    | WEST.       | あなたへ                                  |
| 9    | DA PUMP     | if...                                     |
| 10   | GENARATIONS | 空                                        |
| 11   | ISSA        | 青春の影                                  |
| 12   | 数原龍友    | 酒と泪と男と女                            |
| 13   | WEST.       | 怪獣の花唄                                |
| 14   | DA PUMP     | U.S.A.                                    |
| 15   | WEST.       | コンビニ行くけどなんかいる?               |
| 16   | GENARATIONS | Evergreen 2.0                             |
| 17   | DA PUMP     | Love Is The Final Liberty                 |
| 18   | DA PUMP     | We can't stop the music                   |
| 19   | DA PUMP     | Pump It Up! feat.TAKUMA THE GREAT         |
| 20   | GENARATIONS | True or Doubt                             |
| 21   | GENARATIONS | ALRIGHT! ALRIGHT!                         |
| 22   | GENARATIONS | Y.M.C.A.                                  |
| 23   | GENARATIONS | NOW or NEVER                              |
| 24   | WEST.       | shhhhhhh!!                                |
| 25   | WEST.       | A.H.O.                                    |
| 26   | WEST.       | 超きっと大丈夫                            |
| 27   | WEST.       | ムーンライト                              |
| 28   | WEST.       | 証拠                                      |
| 29   |             | 3月9日                                    |
| 30   | GENERATIONS | AGEHA                                     |
| 31   | WEST.       | ええじゃないか                            |
| 32   | DA PUMP     | U.S.A.                                    |

出典